# Lista de asteroides (412001-413000)
Esta é uma lista parcial de asteroides, do asteroide número 412001 até o 413000, inclusive. Veja também o índice com todas as listas disponíveis.

| Objeto Próximos à Terra | Cinturão de asteroides (interno) | Cinturão de asteroides (externo) | Centauro       |
| Cruzador de Marte       | Cinturão de asteroides (meio)    | Troianos de Júpiter              | Transnetuniano |

Veja mais dados de cada asteroide na ligação externa para o Minor Planet Center na última coluna.
Índice: 412001... 412101... 412201... 412301... 412401... 412501... 412601... 412701... 412801... 412901... 

## 412001–412100
| Designação | Designação | Descoberta  | Descoberta    | Descobridor(es)     | Categoria | Mais informações / Referência |
| Permanente | Provisória | Data        | Local         | Descobridor(es)     | Categoria | Mais informações / Referência |
| ---------- | ---------- | ----------- | ------------- | ------------------- | --------- | ----------------------------- |
| 412001     | 2012 KV35  | 14 out 2009 | Mount Lemmon  | Mount Lemmon Survey | —         | MPC                           |
| 412002     | 2012 KB36  | 18 set 2009 | Kitt Peak     | Spacewatch          | —         | MPC                           |
| 412003     | 2012 KG44  | 16 nov 2009 | Mount Lemmon  | Mount Lemmon Survey | Brangane  | MPC                           |
| 412004     | 2012 LN7   | 26 mar 2006 | Kitt Peak     | Spacewatch          | —         | MPC                           |
| 412005     | 2012 LT26  | 30 jan 2006 | Kitt Peak     | Spacewatch          | —         | MPC                           |
| 412006     | 2012 MU    | 26 mar 2010 | WISE          | WISE                | —         | MPC                           |
| 412007     | 2012 MS7   | 19 abr 2006 | Catalina      | CSS                 | —         | MPC                           |
| 412008     | 2012 PU16  | 7 jan 2006  | Mount Lemmon  | Mount Lemmon Survey | —         | MPC                           |
| 412009     | 2012 RB2   | 12 out 2007 | Catalina      | CSS                 | —         | MPC                           |
| 412010     | 2012 TC19  | 13 out 2007 | Catalina      | CSS                 | —         | MPC                           |
| 412011     | 2012 TX230 | 15 jan 2005 | Kitt Peak     | Spacewatch          | —         | MPC                           |
| 412012     | 2012 XB111 | 10 set 2007 | Kitt Peak     | Spacewatch          | —         | MPC                           |
| 412013     | 2012 XX119 | 14 fev 2008 | Catalina      | CSS                 | —         | MPC                           |
| 412014     | 2013 AE17  | 17 nov 2006 | Kitt Peak     | Spacewatch          | Brangane  | MPC                           |
| 412015     | 2013 AV19  | 10 set 2001 | Socorro       | LINEAR              | —         | MPC                           |
| 412016     | 2013 AO127 | 18 dez 2007 | Mount Lemmon  | Mount Lemmon Survey | Brangane  | MPC                           |
| 412017     | 2013 AQ169 | 24 abr 2003 | Kitt Peak     | Spacewatch          | —         | MPC                           |
| 412018     | 2013 BQ20  | 2 fev 2000  | Socorro       | LINEAR              | —         | MPC                           |
| 412019     | 2013 BX39  | 25 dez 2005 | Mount Lemmon  | Mount Lemmon Survey | —         | MPC                           |
| 412020     | 2013 CT9   | 8 mar 2009  | Mount Lemmon  | Mount Lemmon Survey | —         | MPC                           |
| 412021     | 2013 CR17  | 23 jan 2006 | Kitt Peak     | Spacewatch          | —         | MPC                           |
| 412022     | 2013 CD22  | 27 fev 2008 | Mount Lemmon  | Mount Lemmon Survey | —         | MPC                           |
| 412023     | 2013 CE33  | 28 jan 2009 | Catalina      | CSS                 | —         | MPC                           |
| 412024     | 2013 CX35  | 31 mar 2008 | Catalina      | CSS                 | —         | MPC                           |
| 412025     | 2013 CE37  | 7 jan 2006  | Kitt Peak     | Spacewatch          | —         | MPC                           |
| 412026     | 2013 CO37  | 28 out 2008 | Mount Lemmon  | Mount Lemmon Survey | —         | MPC                           |
| 412027     | 2013 CU64  | 31 jan 2006 | Mount Lemmon  | Mount Lemmon Survey | —         | MPC                           |
| 412028     | 2013 CP79  | 5 jan 2000  | Kitt Peak     | Spacewatch          | —         | MPC                           |
| 412029     | 2013 CK84  | 5 fev 2013  | Kitt Peak     | Spacewatch          | —         | MPC                           |
| 412030     | 2013 CK109 | 7 abr 2006  | Anderson Mesa | LONEOS              | —         | MPC                           |
| 412031     | 2013 CA112 | 26 out 2008 | Kitt Peak     | Spacewatch          | —         | MPC                           |
| 412032     | 2013 CJ113 | 27 jan 2010 | WISE          | WISE                | —         | MPC                           |
| 412033     | 2013 CV117 | 7 out 2008  | Mount Lemmon  | Mount Lemmon Survey | —         | MPC                           |
| 412034     | 2013 CX143 | 12 abr 1994 | Kitt Peak     | Spacewatch          | —         | MPC                           |
| 412035     | 2013 CX144 | 20 out 2011 | Mount Lemmon  | Mount Lemmon Survey | —         | MPC                           |
| 412036     | 2013 CO153 | 23 mar 2006 | Mount Lemmon  | Mount Lemmon Survey | —         | MPC                           |
| 412037     | 2013 CW163 | 18 mar 2010 | Kitt Peak     | Spacewatch          | —         | MPC                           |
| 412038     | 2013 CM173 | 24 nov 2011 | Mount Lemmon  | Mount Lemmon Survey | —         | MPC                           |
| 412039     | 2013 CT173 | 1 out 2008  | Kitt Peak     | Spacewatch          | —         | MPC                           |
| 412040     | 2013 CU184 | 24 out 2011 | Mount Lemmon  | Mount Lemmon Survey | —         | MPC                           |
| 412041     | 2013 CK191 | 9 out 2007  | Mount Lemmon  | Mount Lemmon Survey | —         | MPC                           |
| 412042     | 2013 CF202 | 27 fev 2006 | Kitt Peak     | Spacewatch          | Mitidika  | MPC                           |
| 412043     | 2013 DK1   | 8 abr 2010  | Kitt Peak     | Spacewatch          | —         | MPC                           |
| 412044     | 2013 DW2   | 14 jun 2010 | Mount Lemmon  | Mount Lemmon Survey | —         | MPC                           |
| 412045     | 2013 DD7   | 23 mar 2003 | Kitt Peak     | Spacewatch          | —         | MPC                           |
| 412046     | 2013 DX8   | 25 mar 2010 | Kitt Peak     | Spacewatch          | —         | MPC                           |
| 412047     | 2013 DV11  | 14 jan 2010 | Kitt Peak     | Spacewatch          | Juno      | MPC                           |
| 412048     | 2013 EB3   | 10 abr 2010 | Mount Lemmon  | Mount Lemmon Survey | —         | MPC                           |
| 412049     | 2013 ES7   | 26 jan 2006 | Mount Lemmon  | Mount Lemmon Survey | —         | MPC                           |
| 412050     | 2013 EW9   | 2 jun 2005  | Catalina      | CSS                 | —         | MPC                           |
| 412051     | 2013 ED10  | 9 out 2007  | Socorro       | LINEAR              | —         | MPC                           |
| 412052     | 2013 EG13  | 12 out 2007 | Kitt Peak     | Spacewatch          | —         | MPC                           |
| 412053     | 2013 EH13  | 1 nov 2005  | Mount Lemmon  | Mount Lemmon Survey | —         | MPC                           |
| 412054     | 2013 EE20  | 1 fev 2005  | Kitt Peak     | Spacewatch          | —         | MPC                           |
| 412055     | 2013 ES21  | 31 dez 2008 | Kitt Peak     | Spacewatch          | —         | MPC                           |
| 412056     | 2013 EE26  | 20 fev 2006 | Kitt Peak     | Spacewatch          | —         | MPC                           |
| 412057     | 2013 EB27  | 28 set 2003 | Kitt Peak     | Spacewatch          | —         | MPC                           |
| 412058     | 2013 EF31  | 19 nov 2004 | Kitt Peak     | Spacewatch          | —         | MPC                           |
| 412059     | 2013 EF38  | 25 fev 2006 | Kitt Peak     | Spacewatch          | —         | MPC                           |
| 412060     | 2013 EL40  | 25 mar 2000 | Kitt Peak     | Spacewatch          | —         | MPC                           |
| 412061     | 2013 EV40  | 2 fev 2006  | Mount Lemmon  | Mount Lemmon Survey | —         | MPC                           |
| 412062     | 2013 EX62  | 6 mai 2006  | Mount Lemmon  | Mount Lemmon Survey | —         | MPC                           |
| 412063     | 2013 ED80  | 21 mar 2010 | Mount Lemmon  | Mount Lemmon Survey | —         | MPC                           |
| 412064     | 2013 EJ80  | 28 set 2011 | Mount Lemmon  | Mount Lemmon Survey | —         | MPC                           |
| 412065     | 2013 ET86  | 8 jan 2006  | Mount Lemmon  | Mount Lemmon Survey | —         | MPC                           |
| 412066     | 2013 EV90  | 22 out 2011 | Kitt Peak     | Spacewatch          | —         | MPC                           |
| 412067     | 2013 EJ92  | 7 mai 2010  | WISE          | WISE                | —         | MPC                           |
| 412068     | 2013 ED102 | 25 mar 2006 | Kitt Peak     | Spacewatch          | —         | MPC                           |
| 412069     | 2013 EN108 | 16 jan 2009 | Kitt Peak     | Spacewatch          | —         | MPC                           |
| 412070     | 2013 EM111 | 16 out 2007 | Mount Lemmon  | Mount Lemmon Survey | —         | MPC                           |
| 412071     | 2013 EG119 | 22 jan 2006 | Mount Lemmon  | Mount Lemmon Survey | —         | MPC                           |
| 412072     | 2013 EX119 | 3 nov 2007  | Kitt Peak     | Spacewatch          | —         | MPC                           |
| 412073     | 2013 EB120 | 20 abr 2006 | Catalina      | CSS                 | —         | MPC                           |
| 412074     | 2013 ET120 | 5 mar 2006  | Kitt Peak     | Spacewatch          | —         | MPC                           |
| 412075     | 2013 EU120 | 29 mai 2000 | Prescott      | P. G. Comba         | —         | MPC                           |
| 412076     | 2013 EK121 | 5 abr 2000  | Socorro       | LINEAR              | —         | MPC                           |
| 412077     | 2013 EN122 | 5 mar 2002  | Kitt Peak     | Spacewatch          | —         | MPC                           |
| 412078     | 2013 EP127 | 4 abr 2010  | Kitt Peak     | Spacewatch          | —         | MPC                           |
| 412079     | 2013 ES127 | 7 fev 2006  | Mount Lemmon  | Mount Lemmon Survey | —         | MPC                           |
| 412080     | 2013 FA1   | 2 jan 2009  | Mount Lemmon  | Mount Lemmon Survey | —         | MPC                           |
| 412081     | 2013 FF1   | 24 set 1995 | Kitt Peak     | Spacewatch          | —         | MPC                           |
| 412082     | 2013 FG4   | 12 set 2007 | Catalina      | CSS                 | —         | MPC                           |
| 412083     | 2013 FF13  | 23 out 2006 | Mount Lemmon  | Mount Lemmon Survey | —         | MPC                           |
| 412084     | 2013 FQ15  | 25 out 2008 | Kitt Peak     | Spacewatch          | —         | MPC                           |
| 412085     | 2013 FE16  | 7 abr 2006  | Kitt Peak     | Spacewatch          | —         | MPC                           |
| 412086     | 2013 FU16  | 2 nov 2000  | Socorro       | LINEAR              | Juno      | MPC                           |
| 412087     | 2013 FE17  | 8 mai 2006  | Mount Lemmon  | Mount Lemmon Survey | —         | MPC                           |
| 412088     | 2013 FY17  | 28 set 2011 | Mount Lemmon  | Mount Lemmon Survey | —         | MPC                           |
| 412089     | 2013 FV18  | 31 mar 2013 | Mount Lemmon  | Mount Lemmon Survey | —         | MPC                           |
| 412090     | 2013 FB19  | 23 mar 2006 | Mount Lemmon  | Mount Lemmon Survey | —         | MPC                           |
| 412091     | 2013 FY19  | 7 nov 2007  | Kitt Peak     | Spacewatch          | —         | MPC                           |
| 412092     | 2013 FH20  | 25 mar 2006 | Kitt Peak     | Spacewatch          | —         | MPC                           |
| 412093     | 2013 FL20  | 15 jan 2009 | Kitt Peak     | Spacewatch          | Mitidika  | MPC                           |
| 412094     | 2013 FV20  | 29 abr 2006 | Kitt Peak     | Spacewatch          | —         | MPC                           |
| 412095     | 2013 FC21  | 2 mar 2006  | Kitt Peak     | Spacewatch          | —         | MPC                           |
| 412096     | 2013 FZ21  | 26 abr 2000 | Kitt Peak     | Spacewatch          | —         | MPC                           |
| 412097     | 2013 FF23  | 25 mar 2006 | Kitt Peak     | Spacewatch          | —         | MPC                           |
| 412098     | 2013 FR23  | 15 out 2001 | Kitt Peak     | Spacewatch          | —         | MPC                           |
| 412099     | 2013 FX24  | 28 fev 2009 | Kitt Peak     | Spacewatch          | Mitidika  | MPC                           |
| 412100     | 2013 FT25  | 10 fev 2002 | Socorro       | LINEAR              | —         | MPC                           |

## 412101–412200
| Designação | Designação | Descoberta  | Descoberta    | Descobridor(es)     | Categoria | Mais informações / Referência |
| Permanente | Provisória | Data        | Local         | Descobridor(es)     | Categoria | Mais informações / Referência |
| ---------- | ---------- | ----------- | ------------- | ------------------- | --------- | ----------------------------- |
| 412101     | 2013 FL26  | 12 nov 2010 | Mount Lemmon  | Mount Lemmon Survey | —         | MPC                           |
| 412102     | 2013 GD5   | 19 out 2006 | Kitt Peak     | Spacewatch          | —         | MPC                           |
| 412103     | 2013 GY5   | 9 out 2010  | Mount Lemmon  | Mount Lemmon Survey | Meliboea  | MPC                           |
| 412104     | 2013 GK6   | 31 jan 2009 | Kitt Peak     | Spacewatch          | —         | MPC                           |
| 412105     | 2013 GJ7   | 30 out 2011 | Mount Lemmon  | Mount Lemmon Survey | —         | MPC                           |
| 412106     | 2013 GE8   | 23 mar 2009 | XuYi          | PMO NEO             | —         | MPC                           |
| 412107     | 2013 GD9   | 13 out 1999 | Kitt Peak     | Spacewatch          | Mitidika  | MPC                           |
| 412108     | 2013 GB10  | 22 abr 1998 | Kitt Peak     | Spacewatch          | —         | MPC                           |
| 412109     | 2013 GH10  | 24 mar 2006 | Kitt Peak     | Spacewatch          | —         | MPC                           |
| 412110     | 2013 GY11  | 6 out 2004  | Kitt Peak     | Spacewatch          | —         | MPC                           |
| 412111     | 2013 GF15  | 3 mai 2006  | Mount Lemmon  | Mount Lemmon Survey | Mitidika  | MPC                           |
| 412112     | 2013 GD16  | 8 abr 2006  | Kitt Peak     | Spacewatch          | —         | MPC                           |
| 412113     | 2013 GC18  | 30 out 2010 | Mount Lemmon  | Mount Lemmon Survey | —         | MPC                           |
| 412114     | 2013 GL19  | 9 fev 2002  | Kitt Peak     | Spacewatch          | —         | MPC                           |
| 412115     | 2013 GF20  | 10 fev 2008 | Mount Lemmon  | Mount Lemmon Survey | —         | MPC                           |
| 412116     | 2013 GK20  | 9 fev 2005  | Mount Lemmon  | Mount Lemmon Survey | —         | MPC                           |
| 412117     | 2013 GB21  | 2 abr 2006  | Kitt Peak     | Spacewatch          | —         | MPC                           |
| 412118     | 2013 GS25  | 16 dez 2006 | Kitt Peak     | Spacewatch          | Phocaea   | MPC                           |
| 412119     | 2013 GU25  | 20 mai 2010 | WISE          | WISE                | —         | MPC                           |
| 412120     | 2013 GW25  | 17 abr 2009 | Mount Lemmon  | Mount Lemmon Survey | Phocaea   | MPC                           |
| 412121     | 2013 GO30  | 8 abr 2002  | Kitt Peak     | Spacewatch          | —         | MPC                           |
| 412122     | 2013 GQ30  | 31 mar 2013 | Mount Lemmon  | Mount Lemmon Survey | —         | MPC                           |
| 412123     | 2013 GO35  | 29 mar 2000 | Kitt Peak     | Spacewatch          | —         | MPC                           |
| 412124     | 2013 GF37  | 13 mar 2013 | Catalina      | CSS                 | —         | MPC                           |
| 412125     | 2013 GU39  | 2 jan 2009  | Kitt Peak     | Spacewatch          | —         | MPC                           |
| 412126     | 2013 GA42  | 30 abr 2006 | Catalina      | CSS                 | —         | MPC                           |
| 412127     | 2013 GQ42  | 21 mar 2009 | Kitt Peak     | Spacewatch          | —         | MPC                           |
| 412128     | 2013 GY42  | 19 set 1995 | Kitt Peak     | Spacewatch          | —         | MPC                           |
| 412129     | 2013 GS45  | 2 abr 2005  | Kitt Peak     | Spacewatch          | —         | MPC                           |
| 412130     | 2013 GY45  | 2 dez 2004  | Socorro       | LINEAR              | Flora     | MPC                           |
| 412131     | 2013 GS46  | 7 mai 2006  | Mount Lemmon  | Mount Lemmon Survey | Mitidika  | MPC                           |
| 412132     | 2013 GD47  | 13 mai 2009 | Kitt Peak     | Spacewatch          | —         | MPC                           |
| 412133     | 2013 GP49  | 18 nov 2011 | Mount Lemmon  | Mount Lemmon Survey | —         | MPC                           |
| 412134     | 2013 GV49  | 16 mar 2002 | Socorro       | LINEAR              | —         | MPC                           |
| 412135     | 2013 GW50  | 21 out 2003 | Kitt Peak     | Spacewatch          | —         | MPC                           |
| 412136     | 2013 GE51  | 10 set 2007 | Kitt Peak     | Spacewatch          | —         | MPC                           |
| 412137     | 2013 GX51  | 26 abr 2009 | Siding Spring | SSS                 | —         | MPC                           |
| 412138     | 2013 GG52  | 25 set 2006 | Catalina      | CSS                 | —         | MPC                           |
| 412139     | 2013 GB53  | 29 dez 2011 | Mount Lemmon  | Mount Lemmon Survey | —         | MPC                           |
| 412140     | 2013 GO53  | 16 fev 2001 | Kitt Peak     | Spacewatch          | —         | MPC                           |
| 412141     | 2013 GH55  | 26 set 2006 | Mount Lemmon  | Mount Lemmon Survey | —         | MPC                           |
| 412142     | 2013 GD58  | 24 set 2000 | Socorro       | LINEAR              | —         | MPC                           |
| 412143     | 2013 GN60  | 3 out 2006  | Mount Lemmon  | Mount Lemmon Survey | —         | MPC                           |
| 412144     | 2013 GF63  | 16 jan 2008 | Kitt Peak     | Spacewatch          | —         | MPC                           |
| 412145     | 2013 GV63  | 13 dez 1999 | Kitt Peak     | Spacewatch          | —         | MPC                           |
| 412146     | 2013 GA66  | 7 mai 2008  | Mount Lemmon  | Mount Lemmon Survey | —         | MPC                           |
| 412147     | 2013 GX67  | 5 dez 2007  | Kitt Peak     | Spacewatch          | —         | MPC                           |
| 412148     | 2013 GH70  | 12 mar 2007 | Kitt Peak     | Spacewatch          | —         | MPC                           |
| 412149     | 2013 GE71  | 19 dez 2004 | Mount Lemmon  | Mount Lemmon Survey | —         | MPC                           |
| 412150     | 2013 GF71  | 12 abr 2002 | Socorro       | LINEAR              | —         | MPC                           |
| 412151     | 2013 GK71  | 7 fev 2008  | Catalina      | CSS                 | —         | MPC                           |
| 412152     | 2013 GK72  | 27 set 2006 | Kitt Peak     | Spacewatch          | —         | MPC                           |
| 412153     | 2013 GV72  | 13 mai 2005 | Kitt Peak     | Spacewatch          | —         | MPC                           |
| 412154     | 2013 GG73  | 23 mar 2006 | Catalina      | CSS                 | —         | MPC                           |
| 412155     | 2013 GU74  | 20 set 2003 | Kitt Peak     | Spacewatch          | —         | MPC                           |
| 412156     | 2013 GP79  | 14 mar 1999 | Kitt Peak     | Spacewatch          | —         | MPC                           |
| 412157     | 2013 GH80  | 14 abr 2005 | Kitt Peak     | Spacewatch          | Juno      | MPC                           |
| 412158     | 2013 GC81  | 2 out 2006  | Kitt Peak     | Spacewatch          | —         | MPC                           |
| 412159     | 2013 GH82  | 3 jan 2009  | Mount Lemmon  | Mount Lemmon Survey | —         | MPC                           |
| 412160     | 2013 GM82  | 26 mar 2006 | Anderson Mesa | LONEOS              | —         | MPC                           |
| 412161     | 2013 GA83  | 31 jan 2006 | Mount Lemmon  | Mount Lemmon Survey | —         | MPC                           |
| 412162     | 2013 GA84  | 31 dez 2008 | Kitt Peak     | Spacewatch          | —         | MPC                           |
| 412163     | 2013 GB84  | 24 mar 2006 | Mount Lemmon  | Mount Lemmon Survey | —         | MPC                           |
| 412164     | 2013 GO85  | 17 mar 2005 | Mount Lemmon  | Mount Lemmon Survey | —         | MPC                           |
| 412165     | 2013 GP85  | 6 mar 2008  | Mount Lemmon  | Mount Lemmon Survey | —         | MPC                           |
| 412166     | 2013 GR87  | 28 fev 2006 | Catalina      | CSS                 | —         | MPC                           |
| 412167     | 2013 GW87  | 19 jul 2009 | Siding Spring | SSS                 | —         | MPC                           |
| 412168     | 2013 GW89  | 29 abr 2008 | Mount Lemmon  | Mount Lemmon Survey | —         | MPC                           |
| 412169     | 2013 GX89  | 24 set 1995 | Kitt Peak     | Spacewatch          | —         | MPC                           |
| 412170     | 2013 GR91  | 9 fev 2005  | Kitt Peak     | Spacewatch          | —         | MPC                           |
| 412171     | 2013 GF92  | 9 mar 1999  | Kitt Peak     | Spacewatch          | —         | MPC                           |
| 412172     | 2013 GY92  | 17 fev 2010 | Catalina      | CSS                 | Juno      | MPC                           |
| 412173     | 2013 GS93  | 17 set 2010 | Mount Lemmon  | Mount Lemmon Survey | —         | MPC                           |
| 412174     | 2013 GV93  | 8 abr 2002  | Kitt Peak     | Spacewatch          | —         | MPC                           |
| 412175     | 2013 GE94  | 6 jan 2006  | Mount Lemmon  | Mount Lemmon Survey | —         | MPC                           |
| 412176     | 2013 GL94  | 4 abr 2005  | Catalina      | CSS                 | —         | MPC                           |
| 412177     | 2013 GO94  | 5 abr 2000  | Kitt Peak     | Spacewatch          | —         | MPC                           |
| 412178     | 2013 GW94  | 25 mar 2006 | Kitt Peak     | Spacewatch          | —         | MPC                           |
| 412179     | 2013 GL95  | 7 out 2004  | Kitt Peak     | Spacewatch          | —         | MPC                           |
| 412180     | 2013 GD96  | 19 fev 2009 | Kitt Peak     | Spacewatch          | —         | MPC                           |
| 412181     | 2013 GO96  | 16 mai 2010 | WISE          | WISE                | —         | MPC                           |
| 412182     | 2013 GZ96  | 27 fev 2006 | Kitt Peak     | Spacewatch          | —         | MPC                           |
| 412183     | 2013 GG97  | 26 dez 2005 | Mount Lemmon  | Mount Lemmon Survey | —         | MPC                           |
| 412184     | 2013 GS97  | 25 set 2006 | Kitt Peak     | Spacewatch          | —         | MPC                           |
| 412185     | 2013 GU97  | 2 out 2003  | Kitt Peak     | Spacewatch          | Juno      | MPC                           |
| 412186     | 2013 GD98  | 11 mai 2005 | Mount Lemmon  | Mount Lemmon Survey | —         | MPC                           |
| 412187     | 2013 GT99  | 24 set 2006 | Kitt Peak     | Spacewatch          | —         | MPC                           |
| 412188     | 2013 GV99  | 26 abr 2006 | Catalina      | CSS                 | —         | MPC                           |
| 412189     | 2013 GR100 | 14 set 2007 | Catalina      | CSS                 | —         | MPC                           |
| 412190     | 2013 GS100 | 31 dez 2008 | Mount Lemmon  | Mount Lemmon Survey | —         | MPC                           |
| 412191     | 2013 GT100 | 12 out 2007 | Mount Lemmon  | Mount Lemmon Survey | —         | MPC                           |
| 412192     | 2013 GV100 | 23 set 2004 | Kitt Peak     | Spacewatch          | —         | MPC                           |
| 412193     | 2013 GB101 | 10 fev 2008 | Kitt Peak     | Spacewatch          | —         | MPC                           |
| 412194     | 2013 GL101 | 12 nov 2010 | Kitt Peak     | Spacewatch          | Brangane  | MPC                           |
| 412195     | 2013 GM101 | 11 set 2010 | Catalina      | CSS                 | —         | MPC                           |
| 412196     | 2013 GP101 | 17 nov 2011 | Kitt Peak     | Spacewatch          | —         | MPC                           |
| 412197     | 2013 GV101 | 20 mai 2005 | Mount Lemmon  | Mount Lemmon Survey | —         | MPC                           |
| 412198     | 2013 GW101 | 10 dez 2010 | Kitt Peak     | Spacewatch          | —         | MPC                           |
| 412199     | 2013 GC102 | 11 out 2007 | Kitt Peak     | Spacewatch          | —         | MPC                           |
| 412200     | 2013 GW103 | 4 fev 2005  | Kitt Peak     | Spacewatch          | —         | MPC                           |

## 412201–412300
| Designação | Designação | Descoberta  | Descoberta    | Descobridor(es)     | Categoria | Mais informações / Referência |
| Permanente | Provisória | Data        | Local         | Descobridor(es)     | Categoria | Mais informações / Referência |
| ---------- | ---------- | ----------- | ------------- | ------------------- | --------- | ----------------------------- |
| 412201     | 2013 GQ104 | 3 out 2008  | Mount Lemmon  | Mount Lemmon Survey | —         | MPC                           |
| 412202     | 2013 GE105 | 9 abr 2006  | Mount Lemmon  | Mount Lemmon Survey | —         | MPC                           |
| 412203     | 2013 GH106 | 4 fev 2005  | Mount Lemmon  | Mount Lemmon Survey | —         | MPC                           |
| 412204     | 2013 GJ106 | 29 abr 2000 | Socorro       | LINEAR              | —         | MPC                           |
| 412205     | 2013 GU107 | 26 mai 2009 | Catalina      | CSS                 | —         | MPC                           |
| 412206     | 2013 GV107 | 5 abr 2000  | Anderson Mesa | LONEOS              | —         | MPC                           |
| 412207     | 2013 GP108 | 27 abr 2009 | Mount Lemmon  | Mount Lemmon Survey | —         | MPC                           |
| 412208     | 2013 GJ110 | 8 out 2007  | Mount Lemmon  | Mount Lemmon Survey | —         | MPC                           |
| 412209     | 2013 GP110 | 5 set 2007  | Mount Lemmon  | Mount Lemmon Survey | —         | MPC                           |
| 412210     | 2013 GD111 | 12 out 2007 | Kitt Peak     | Spacewatch          | —         | MPC                           |
| 412211     | 2013 GM112 | 19 jan 2004 | Kitt Peak     | Spacewatch          | —         | MPC                           |
| 412212     | 2013 GU112 | 15 mar 2004 | Kitt Peak     | Spacewatch          | —         | MPC                           |
| 412213     | 2013 GD113 | 22 dez 2008 | Mount Lemmon  | Mount Lemmon Survey | —         | MPC                           |
| 412214     | 2013 GK113 | 10 nov 2010 | Mount Lemmon  | Mount Lemmon Survey | —         | MPC                           |
| 412215     | 2013 GD114 | 16 nov 2006 | Kitt Peak     | Spacewatch          | —         | MPC                           |
| 412216     | 2013 GJ114 | 24 out 2003 | Kitt Peak     | Spacewatch          | —         | MPC                           |
| 412217     | 2013 GL114 | 10 set 2010 | Mount Lemmon  | Mount Lemmon Survey | —         | MPC                           |
| 412218     | 2013 GM114 | 2 fev 2005  | Kitt Peak     | Spacewatch          | —         | MPC                           |
| 412219     | 2013 GP115 | 18 mai 2010 | WISE          | WISE                | —         | MPC                           |
| 412220     | 2013 GL116 | 10 out 2010 | Mount Lemmon  | Mount Lemmon Survey | Phocaea   | MPC                           |
| 412221     | 2013 GT121 | 10 mar 2002 | Cima Ekar     | ADAS                | Mitidika  | MPC                           |
| 412222     | 2013 GE125 | 4 jan 2012  | Mount Lemmon  | Mount Lemmon Survey | —         | MPC                           |
| 412223     | 2013 GB128 | 19 mar 2009 | Mount Lemmon  | Mount Lemmon Survey | —         | MPC                           |
| 412224     | 2013 GR134 | 3 dez 2008  | Kitt Peak     | Spacewatch          | —         | MPC                           |
| 412225     | 2013 GZ135 | 2 out 2006  | Mount Lemmon  | Mount Lemmon Survey | —         | MPC                           |
| 412226     | 2013 GB136 | 9 nov 2007  | Kitt Peak     | Spacewatch          | —         | MPC                           |
| 412227     | 2013 HC1   | 11 dez 2001 | Socorro       | LINEAR              | —         | MPC                           |
| 412228     | 2013 HH3   | 29 fev 2000 | Socorro       | LINEAR              | —         | MPC                           |
| 412229     | 2013 HY3   | 7 abr 2006  | Catalina      | CSS                 | Flora     | MPC                           |
| 412230     | 2013 HA5   | 29 jan 2009 | Mount Lemmon  | Mount Lemmon Survey | —         | MPC                           |
| 412231     | 2013 HM9   | 4 dez 2007  | Kitt Peak     | Spacewatch          | —         | MPC                           |
| 412232     | 2013 HV12  | 1 fev 2009  | Kitt Peak     | Spacewatch          | —         | MPC                           |
| 412233     | 2013 HY12  | 24 mar 2006 | Catalina      | CSS                 | —         | MPC                           |
| 412234     | 2013 HT13  | 30 jan 2012 | Mount Lemmon  | Mount Lemmon Survey | —         | MPC                           |
| 412235     | 2013 HQ15  | 2 abr 2006  | Catalina      | CSS                 | —         | MPC                           |
| 412236     | 2013 HA17  | 1 jan 2012  | Mount Lemmon  | Mount Lemmon Survey | —         | MPC                           |
| 412237     | 2013 HO19  | 1 mar 2009  | Mount Lemmon  | Mount Lemmon Survey | —         | MPC                           |
| 412238     | 2013 HZ19  | 29 mai 2009 | Catalina      | CSS                 | —         | MPC                           |
| 412239     | 2013 HS20  | 17 jan 2008 | Mount Lemmon  | Mount Lemmon Survey | —         | MPC                           |
| 412240     | 2013 HU21  | 14 mar 2007 | Mount Lemmon  | Mount Lemmon Survey | Ursula    | MPC                           |
| 412241     | 2013 HY23  | 15 nov 2006 | Catalina      | CSS                 | —         | MPC                           |
| 412242     | 2013 HE24  | 1 ago 2005  | Siding Spring | SSS                 | —         | MPC                           |
| 412243     | 2013 HA27  | 25 mar 2006 | Kitt Peak     | Spacewatch          | —         | MPC                           |
| 412244     | 2013 HC27  | 2 out 2006  | Kitt Peak     | Spacewatch          | —         | MPC                           |
| 412245     | 2013 HG27  | 3 mai 2008  | Mount Lemmon  | Mount Lemmon Survey | —         | MPC                           |
| 412246     | 2013 HF28  | 22 nov 2006 | Mount Lemmon  | Mount Lemmon Survey | —         | MPC                           |
| 412247     | 2013 HL31  | 30 dez 2007 | Kitt Peak     | Spacewatch          | —         | MPC                           |
| 412248     | 2013 HT31  | 1 out 2003  | Kitt Peak     | Spacewatch          | —         | MPC                           |
| 412249     | 2013 HF33  | 21 out 2011 | Kitt Peak     | Spacewatch          | —         | MPC                           |
| 412250     | 2013 HF35  | 8 out 2010  | Kitt Peak     | Spacewatch          | —         | MPC                           |
| 412251     | 2013 HP41  | 13 out 2010 | Kitt Peak     | Spacewatch          | Phocaea   | MPC                           |
| 412252     | 2013 HJ46  | 28 jan 2006 | Mount Lemmon  | Mount Lemmon Survey | —         | MPC                           |
| 412253     | 2013 HX51  | 29 set 2005 | Mount Lemmon  | Mount Lemmon Survey | —         | MPC                           |
| 412254     | 2013 HY57  | 1 out 2003  | Kitt Peak     | Spacewatch          | —         | MPC                           |
| 412255     | 2013 HZ58  | 28 fev 2008 | Kitt Peak     | Spacewatch          | —         | MPC                           |
| 412256     | 2013 HK82  | 13 out 2001 | Kitt Peak     | Spacewatch          | —         | MPC                           |
| 412257     | 2013 HZ84  | 29 abr 2009 | Mount Lemmon  | Mount Lemmon Survey | —         | MPC                           |
| 412258     | 2013 HC103 | 15 nov 2006 | Kitt Peak     | Spacewatch          | —         | MPC                           |
| 412259     | 2013 HF103 | 26 set 2005 | Kitt Peak     | Spacewatch          | —         | MPC                           |
| 412260     | 2013 HK103 | 24 out 1995 | Kitt Peak     | Spacewatch          | —         | MPC                           |
| 412261     | 2013 HB107 | 27 abr 2009 | Mount Lemmon  | Mount Lemmon Survey | —         | MPC                           |
| 412262     | 2013 HY107 | 1 out 2003  | Kitt Peak     | Spacewatch          | Mitidika  | MPC                           |
| 412263     | 2013 HA110 | 29 set 2003 | Kitt Peak     | Spacewatch          | —         | MPC                           |
| 412264     | 2013 HL112 | 11 set 2007 | Kitt Peak     | Spacewatch          | —         | MPC                           |
| 412265     | 2013 HY113 | 8 abr 2002  | Kitt Peak     | Spacewatch          | —         | MPC                           |
| 412266     | 2013 HT119 | 26 set 2006 | Kitt Peak     | Spacewatch          | —         | MPC                           |
| 412267     | 2013 HV128 | 22 set 2003 | Kitt Peak     | Spacewatch          | —         | MPC                           |
| 412268     | 2013 HG133 | 22 out 2005 | Kitt Peak     | Spacewatch          | —         | MPC                           |
| 412269     | 2013 JN1   | 29 out 2010 | Mount Lemmon  | Mount Lemmon Survey | —         | MPC                           |
| 412270     | 2013 JL2   | 29 set 2005 | Mount Lemmon  | Mount Lemmon Survey | —         | MPC                           |
| 412271     | 2013 JQ3   | 30 nov 2008 | Kitt Peak     | Spacewatch          | Flora     | MPC                           |
| 412272     | 2013 JU3   | 13 mar 2008 | Catalina      | CSS                 | —         | MPC                           |
| 412273     | 2013 JY4   | 3 mar 2006  | Mount Lemmon  | Mount Lemmon Survey | —         | MPC                           |
| 412274     | 2013 JT5   | 22 out 2009 | Mount Lemmon  | Mount Lemmon Survey | —         | MPC                           |
| 412275     | 2013 JF6   | 9 mai 2004  | Kitt Peak     | Spacewatch          | —         | MPC                           |
| 412276     | 2013 JK6   | 4 jan 2012  | Mount Lemmon  | Mount Lemmon Survey | Eos       | MPC                           |
| 412277     | 2013 JL6   | 13 mai 2004 | Kitt Peak     | Spacewatch          | —         | MPC                           |
| 412278     | 2013 JS8   | 19 out 2006 | Kitt Peak     | Spacewatch          | —         | MPC                           |
| 412279     | 2013 JN10  | 30 set 2006 | Mount Lemmon  | Mount Lemmon Survey | —         | MPC                           |
| 412280     | 2013 JL11  | 29 mar 2009 | Kitt Peak     | Spacewatch          | —         | MPC                           |
| 412281     | 2013 JP11  | 7 abr 2005  | Mount Lemmon  | Mount Lemmon Survey | —         | MPC                           |
| 412282     | 2013 JH13  | 24 mai 2006 | Mount Lemmon  | Mount Lemmon Survey | —         | MPC                           |
| 412283     | 2013 JF14  | 29 jan 2012 | Kitt Peak     | Spacewatch          | —         | MPC                           |
| 412284     | 2013 JW15  | 13 nov 2007 | Mount Lemmon  | Mount Lemmon Survey | —         | MPC                           |
| 412285     | 2013 JT18  | 14 mar 2007 | Mount Lemmon  | Mount Lemmon Survey | —         | MPC                           |
| 412286     | 2013 JZ20  | 9 nov 2007  | Mount Lemmon  | Mount Lemmon Survey | —         | MPC                           |
| 412287     | 2013 JN21  | 11 fev 2008 | Kitt Peak     | Spacewatch          | —         | MPC                           |
| 412288     | 2013 JW22  | 28 fev 2006 | Catalina      | CSS                 | —         | MPC                           |
| 412289     | 2013 JC24  | 28 abr 2000 | Kitt Peak     | Spacewatch          | —         | MPC                           |
| 412290     | 2013 JD28  | 2 out 2006  | Mount Lemmon  | Mount Lemmon Survey | —         | MPC                           |
| 412291     | 2013 JD30  | 7 abr 2013  | Kitt Peak     | Spacewatch          | —         | MPC                           |
| 412292     | 2013 JR35  | 16 mai 2004 | Siding Spring | SSS                 | —         | MPC                           |
| 412293     | 2013 JW36  | 26 dez 2006 | Kitt Peak     | Spacewatch          | —         | MPC                           |
| 412294     | 2013 JP39  | 2 nov 1999  | Kitt Peak     | Spacewatch          | —         | MPC                           |
| 412295     | 2013 JV39  | 6 mai 2002  | Kitt Peak     | Spacewatch          | —         | MPC                           |
| 412296     | 2013 JS40  | 15 dez 2006 | Kitt Peak     | Spacewatch          | —         | MPC                           |
| 412297     | 2013 JY42  | 22 fev 2006 | Anderson Mesa | LONEOS              | —         | MPC                           |
| 412298     | 2013 JC43  | 2 nov 2007  | Mount Lemmon  | Mount Lemmon Survey | —         | MPC                           |
| 412299     | 2013 JT44  | 23 mar 2006 | Kitt Peak     | Spacewatch          | —         | MPC                           |
| 412300     | 2013 JJ46  | 25 fev 2012 | Mount Lemmon  | Mount Lemmon Survey | —         | MPC                           |

## 412301–412400
| Designação | Designação | Descoberta  | Descoberta    | Descobridor(es)     | Categoria | Mais informações / Referência |
| Permanente | Provisória | Data        | Local         | Descobridor(es)     | Categoria | Mais informações / Referência |
| ---------- | ---------- | ----------- | ------------- | ------------------- | --------- | ----------------------------- |
| 412301     | 2013 JE47  | 22 fev 2004 | Kitt Peak     | Spacewatch          | —         | MPC                           |
| 412302     | 2013 JL48  | 31 ago 2009 | Siding Spring | SSS                 | —         | MPC                           |
| 412303     | 2013 JX48  | 18 jul 2006 | Siding Spring | SSS                 | —         | MPC                           |
| 412304     | 2013 JN49  | 25 abr 2006 | Mount Lemmon  | Mount Lemmon Survey | —         | MPC                           |
| 412305     | 2013 JU49  | 10 mar 2008 | Mount Lemmon  | Mount Lemmon Survey | —         | MPC                           |
| 412306     | 2013 JB51  | 14 mai 2008 | Mount Lemmon  | Mount Lemmon Survey | —         | MPC                           |
| 412307     | 2013 JX52  | 20 set 2001 | Socorro       | LINEAR              | —         | MPC                           |
| 412308     | 2013 JV55  | 22 mai 2003 | Kitt Peak     | Spacewatch          | —         | MPC                           |
| 412309     | 2013 JK57  | 3 dez 2010  | Mount Lemmon  | Mount Lemmon Survey | —         | MPC                           |
| 412310     | 2013 JF58  | 12 abr 2002 | Socorro       | LINEAR              | Brangane  | MPC                           |
| 412311     | 2013 JR58  | 17 mar 2009 | Kitt Peak     | Spacewatch          | —         | MPC                           |
| 412312     | 2013 JJ61  | 16 mar 2009 | Kitt Peak     | Spacewatch          | —         | MPC                           |
| 412313     | 2013 JT61  | 16 set 2009 | Catalina      | CSS                 | Brangane  | MPC                           |
| 412314     | 2013 JW61  | 2 abr 2009  | Mount Lemmon  | Mount Lemmon Survey | —         | MPC                           |
| 412315     | 2013 JD62  | 2 nov 2010  | Mount Lemmon  | Mount Lemmon Survey | —         | MPC                           |
| 412316     | 2013 JG62  | 20 nov 2003 | Kitt Peak     | Spacewatch          | —         | MPC                           |
| 412317     | 2013 JK62  | 25 dez 2005 | Kitt Peak     | Spacewatch          | —         | MPC                           |
| 412318     | 2013 JO62  | 16 mai 2009 | Mount Lemmon  | Mount Lemmon Survey | —         | MPC                           |
| 412319     | 2013 JT63  | 28 mai 2010 | WISE          | WISE                | —         | MPC                           |
| 412320     | 2013 KE    | 25 dez 2005 | Kitt Peak     | Spacewatch          | —         | MPC                           |
| 412321     | 2013 KF2   | 23 jan 2006 | Kitt Peak     | Spacewatch          | —         | MPC                           |
| 412322     | 2013 KK4   | 24 nov 2008 | Mount Lemmon  | Mount Lemmon Survey | —         | MPC                           |
| 412323     | 2013 KN5   | 20 out 2006 | Kitt Peak     | Spacewatch          | —         | MPC                           |
| 412324     | 2013 KD6   | 2 out 2006  | Mount Lemmon  | Mount Lemmon Survey | —         | MPC                           |
| 412325     | 2013 KE6   | 4 dez 2005  | Kitt Peak     | Spacewatch          | —         | MPC                           |
| 412326     | 2013 KT8   | 11 set 2001 | Kitt Peak     | Spacewatch          | —         | MPC                           |
| 412327     | 2013 KO11  | 14 set 2009 | Kitt Peak     | Spacewatch          | —         | MPC                           |
| 412328     | 2013 KH13  | 30 set 2006 | Mount Lemmon  | Mount Lemmon Survey | —         | MPC                           |
| 412329     | 2013 KT13  | 3 abr 2008  | Kitt Peak     | Spacewatch          | Eos       | MPC                           |
| 412330     | 2013 KX13  | 1 jun 2009  | Catalina      | CSS                 | Phocaea   | MPC                           |
| 412331     | 2013 KM14  | 3 out 2006  | Mount Lemmon  | Mount Lemmon Survey | —         | MPC                           |
| 412332     | 2013 KR17  | 22 mar 2004 | Socorro       | LINEAR              | Phocaea   | MPC                           |
| 412333     | 2013 KE18  | 23 nov 1997 | Kitt Peak     | Spacewatch          | —         | MPC                           |
| 412334     | 2013 KF18  | 10 ago 2010 | Kitt Peak     | Spacewatch          | Phocaea   | MPC                           |
| 412335     | 2013 KH18  | 3 out 2006  | Mount Lemmon  | Mount Lemmon Survey | —         | MPC                           |
| 412336     | 2013 LH    | 10 mar 2007 | Mount Lemmon  | Mount Lemmon Survey | —         | MPC                           |
| 412337     | 2013 LS1   | 17 nov 2006 | Mount Lemmon  | Mount Lemmon Survey | Phocaea   | MPC                           |
| 412338     | 2013 LQ2   | 19 out 2003 | Kitt Peak     | Spacewatch          | —         | MPC                           |
| 412339     | 2013 LP3   | 13 out 2006 | Kitt Peak     | Spacewatch          | —         | MPC                           |
| 412340     | 2013 LV3   | 22 fev 2001 | Kitt Peak     | Spacewatch          | —         | MPC                           |
| 412341     | 2013 LX3   | 8 out 2005  | Kitt Peak     | Spacewatch          | Eos       | MPC                           |
| 412342     | 2013 LB5   | 23 out 2006 | Mount Lemmon  | Mount Lemmon Survey | —         | MPC                           |
| 412343     | 2013 LL5   | 10 nov 2006 | Kitt Peak     | Spacewatch          | —         | MPC                           |
| 412344     | 2013 LZ7   | 3 jun 2009  | Mount Lemmon  | Mount Lemmon Survey | —         | MPC                           |
| 412345     | 2013 LL8   | 14 dez 2010 | Mount Lemmon  | Mount Lemmon Survey | —         | MPC                           |
| 412346     | 2013 LN8   | 15 dez 2007 | Kitt Peak     | Spacewatch          | —         | MPC                           |
| 412347     | 2013 LR8   | 25 set 2005 | Catalina      | CSS                 | Phocaea   | MPC                           |
| 412348     | 2013 LV9   | 17 out 2009 | Mount Lemmon  | Mount Lemmon Survey | Ursula    | MPC                           |
| 412349     | 2013 LD10  | 23 nov 2006 | Kitt Peak     | Spacewatch          | —         | MPC                           |
| 412350     | 2013 LF11  | 8 out 2004  | Kitt Peak     | Spacewatch          | Brangane  | MPC                           |
| 412351     | 2013 LO11  | 18 mar 2007 | Kitt Peak     | Spacewatch          | —         | MPC                           |
| 412352     | 2013 LH14  | 31 mar 2008 | Kitt Peak     | Spacewatch          | —         | MPC                           |
| 412353     | 2013 LF15  | 19 out 2010 | Mount Lemmon  | Mount Lemmon Survey | —         | MPC                           |
| 412354     | 2013 LP15  | 9 out 2007  | Mount Lemmon  | Mount Lemmon Survey | —         | MPC                           |
| 412355     | 2013 LT15  | 5 out 2003  | Kitt Peak     | Spacewatch          | —         | MPC                           |
| 412356     | 2013 LV15  | 12 mai 2013 | Mount Lemmon  | Mount Lemmon Survey | —         | MPC                           |
| 412357     | 2013 LV19  | 8 nov 2009  | Mount Lemmon  | Mount Lemmon Survey | —         | MPC                           |
| 412358     | 2013 LF20  | 21 abr 2004 | Kitt Peak     | Spacewatch          | —         | MPC                           |
| 412359     | 2013 LN20  | 27 abr 2000 | Socorro       | LINEAR              | —         | MPC                           |
| 412360     | 2013 LZ20  | 20 out 2006 | Mount Lemmon  | Mount Lemmon Survey | —         | MPC                           |
| 412361     | 2013 LH21  | 10 nov 2009 | Kitt Peak     | Spacewatch          | —         | MPC                           |
| 412362     | 2013 LT23  | 25 set 2005 | Kitt Peak     | Spacewatch          | —         | MPC                           |
| 412363     | 2013 LH26  | 4 abr 2008  | Kitt Peak     | Spacewatch          | —         | MPC                           |
| 412364     | 2013 LO26  | 7 set 2004  | Kitt Peak     | Spacewatch          | —         | MPC                           |
| 412365     | 2013 LQ29  | 30 set 2010 | Mount Lemmon  | Mount Lemmon Survey | —         | MPC                           |
| 412366     | 2013 MZ1   | 15 mai 1996 | Kitt Peak     | Spacewatch          | —         | MPC                           |
| 412367     | 2013 MF6   | 27 set 2006 | Mount Lemmon  | Mount Lemmon Survey | —         | MPC                           |
| 412368     | 2013 MZ10  | 14 dez 2004 | Kitt Peak     | Spacewatch          | Brangane  | MPC                           |
| 412369     | 2013 MK11  | 13 jun 2007 | Kitt Peak     | Spacewatch          | —         | MPC                           |
| 412370     | 2013 NY6   | 15 dez 2001 | Socorro       | LINEAR              | —         | MPC                           |
| 412371     | 2013 NC13  | 20 ago 2008 | Kitt Peak     | Spacewatch          | Brangane  | MPC                           |
| 412372     | 2013 NO19  | 1 abr 2012  | Mount Lemmon  | Mount Lemmon Survey | —         | MPC                           |
| 412373     | 2013 ND21  | 15 dez 2009 | Mount Lemmon  | Mount Lemmon Survey | —         | MPC                           |
| 412374     | 2013 NY21  | 23 out 2009 | Mount Lemmon  | Mount Lemmon Survey | —         | MPC                           |
| 412375     | 2013 OO    | 16 set 2009 | Kitt Peak     | Spacewatch          | —         | MPC                           |
| 412376     | 2013 OP10  | 3 out 1997  | Caussols      | ODAS                | —         | MPC                           |
| 412377     | 2013 OD11  | 28 set 2008 | Catalina      | CSS                 | —         | MPC                           |
| 412378     | 2013 PA26  | 22 dez 2005 | Catalina      | CSS                 | —         | MPC                           |
| 412379     | 2013 PL33  | 27 out 2008 | Catalina      | CSS                 | —         | MPC                           |
| 412380     | 2013 PD43  | 21 jul 2006 | Mount Lemmon  | Mount Lemmon Survey | Juno      | MPC                           |
| 412381     | 2013 PN58  | 26 mai 2007 | Mount Lemmon  | Mount Lemmon Survey | —         | MPC                           |
| 412382     | 2013 PJ62  | 3 nov 2010  | Mount Lemmon  | Mount Lemmon Survey | —         | MPC                           |
| 412383     | 2013 PB69  | 26 out 2008 | Mount Lemmon  | Mount Lemmon Survey | —         | MPC                           |
| 412384     | 2013 QK22  | 28 jan 2011 | Kitt Peak     | Spacewatch          | —         | MPC                           |
| 412385     | 2013 QE47  | 23 set 2008 | Mount Lemmon  | Mount Lemmon Survey | Brangane  | MPC                           |
| 412386     | 2013 QK56  | 28 fev 2008 | Kitt Peak     | Spacewatch          | —         | MPC                           |
| 412387     | 2013 QB59  | 27 dez 2005 | Kitt Peak     | Spacewatch          | —         | MPC                           |
| 412388     | 2013 QR76  | 13 jan 2005 | Kitt Peak     | Spacewatch          | —         | MPC                           |
| 412389     | 2013 QG82  | 13 dez 2010 | Mount Lemmon  | Mount Lemmon Survey | Brangane  | MPC                           |
| 412390     | 2013 RG57  | 31 ago 2005 | Kitt Peak     | Spacewatch          | Juno      | MPC                           |
| 412391     | 2013 RM78  | 4 mai 2006  | Siding Spring | SSS                 | —         | MPC                           |
| 412392     | 2013 RV85  | 22 fev 2006 | Kitt Peak     | Spacewatch          | —         | MPC                           |
| 412393     | 2013 SS58  | 15 jan 2004 | Kitt Peak     | Spacewatch          | Brangane  | MPC                           |
| 412394     | 2013 TZ46  | 29 abr 2008 | Mount Lemmon  | Mount Lemmon Survey | —         | MPC                           |
| 412395     | 2013 TX127 | 8 mar 2008  | Kitt Peak     | Spacewatch          | —         | MPC                           |
| 412396     | 2013 TO155 | 6 mar 2006  | Kitt Peak     | Spacewatch          | Brangane  | MPC                           |
| 412397     | 2014 AJ42  | 16 dez 1999 | Kitt Peak     | Spacewatch          | —         | MPC                           |
| 412398     | 2014 BG23  | 19 set 2003 | Kitt Peak     | Spacewatch          | —         | MPC                           |
| 412399     | 2014 BL29  | 24 nov 2009 | Mount Lemmon  | Mount Lemmon Survey | Phocaea   | MPC                           |
| 412400     | 2014 BO37  | 2 fev 2005  | Catalina      | CSS                 | —         | MPC                           |

## 412401–412500
| Designação | Designação | Descoberta  | Descoberta       | Descobridor(es)     | Categoria | Mais informações / Referência |
| Permanente | Provisória | Data        | Local            | Descobridor(es)     | Categoria | Mais informações / Referência |
| ---------- | ---------- | ----------- | ---------------- | ------------------- | --------- | ----------------------------- |
| 412401     | 2014 BX37  | 13 set 2007 | Catalina         | CSS                 | —         | MPC                           |
| 412402     | 2014 BF39  | 9 out 2008  | Mount Lemmon     | Mount Lemmon Survey | —         | MPC                           |
| 412403     | 2014 BE47  | 5 jul 2005  | Mount Lemmon     | Mount Lemmon Survey | —         | MPC                           |
| 412404     | 2014 BG57  | 15 out 2007 | Mount Lemmon     | Mount Lemmon Survey | —         | MPC                           |
| 412405     | 2014 BQ62  | 26 jan 2006 | Mount Lemmon     | Mount Lemmon Survey | —         | MPC                           |
| 412406     | 2014 CU17  | 13 mar 2003 | Kitt Peak        | Spacewatch          | —         | MPC                           |
| 412407     | 2014 CY17  | 17 fev 2007 | Mount Lemmon     | Mount Lemmon Survey | —         | MPC                           |
| 412408     | 2014 CD18  | 12 jul 2005 | Mount Lemmon     | Mount Lemmon Survey | —         | MPC                           |
| 412409     | 2014 CN18  | 8 mar 2005  | Anderson Mesa    | LONEOS              | —         | MPC                           |
| 412410     | 2014 CV22  | 19 fev 2010 | Mount Lemmon     | Mount Lemmon Survey | —         | MPC                           |
| 412411     | 2014 CW22  | 8 mar 2005  | Mount Lemmon     | Mount Lemmon Survey | —         | MPC                           |
| 412412     | 2014 DT6   | 29 set 2005 | Mount Lemmon     | Mount Lemmon Survey | Mitidika  | MPC                           |
| 412413     | 2014 DE21  | 20 set 1995 | Kitt Peak        | Spacewatch          | Brangane  | MPC                           |
| 412414     | 2014 DB24  | 4 set 1999  | Anderson Mesa    | LONEOS              | —         | MPC                           |
| 412415     | 2014 DH60  | 23 set 2008 | Mount Lemmon     | Mount Lemmon Survey | —         | MPC                           |
| 412416     | 2014 DU68  | 7 fev 2008  | Mount Lemmon     | Mount Lemmon Survey | —         | MPC                           |
| 412417     | 2014 DV82  | 3 nov 2005  | Mount Lemmon     | Mount Lemmon Survey | —         | MPC                           |
| 412418     | 2014 DF84  | 28 jan 2007 | Mount Lemmon     | Mount Lemmon Survey | —         | MPC                           |
| 412419     | 2014 DZ94  | 6 jun 2010  | Kitt Peak        | Spacewatch          | Eos       | MPC                           |
| 412420     | 2014 DV97  | 8 out 2008  | Kitt Peak        | Spacewatch          | —         | MPC                           |
| 412421     | 2014 DD118 | 4 out 2006  | Mount Lemmon     | Mount Lemmon Survey | —         | MPC                           |
| 412422     | 2014 DJ130 | 2 nov 2008  | Kitt Peak        | Spacewatch          | Mitidika  | MPC                           |
| 412423     | 2014 DU130 | 30 nov 1995 | Kitt Peak        | Spacewatch          | —         | MPC                           |
| 412424     | 2014 DK139 | 30 abr 1997 | Socorro          | LINEAR              | —         | MPC                           |
| 412425     | 2014 DF142 | 27 set 2006 | Kitt Peak        | Spacewatch          | —         | MPC                           |
| 412426     | 2014 EV1   | 8 nov 2007  | Kitt Peak        | Spacewatch          | —         | MPC                           |
| 412427     | 2014 EA2   | 9 abr 1997  | Kitt Peak        | Spacewatch          | —         | MPC                           |
| 412428     | 2014 EN4   | 23 ago 2008 | Siding Spring    | SSS                 | —         | MPC                           |
| 412429     | 2014 EQ4   | 17 mar 2010 | Kitt Peak        | Spacewatch          | —         | MPC                           |
| 412430     | 2014 EU11  | 11 jun 2005 | Kitt Peak        | Spacewatch          | —         | MPC                           |
| 412431     | 2014 EF17  | 11 mai 2003 | Kitt Peak        | Spacewatch          | —         | MPC                           |
| 412432     | 2014 EG31  | 14 dez 2010 | Mount Lemmon     | Mount Lemmon Survey | Vesta     | MPC                           |
| 412433     | 2014 EY37  | 26 out 2005 | Kitt Peak        | Spacewatch          | —         | MPC                           |
| 412434     | 2014 EP47  | 18 set 1998 | Kitt Peak        | Spacewatch          | —         | MPC                           |
| 412435     | 2014 EV47  | 4 jan 2010  | Kitt Peak        | Spacewatch          | —         | MPC                           |
| 412436     | 2014 EG50  | 5 dez 2000  | Socorro          | LINEAR              | —         | MPC                           |
| 412437     | 2014 FW21  | 11 dez 2004 | Kitt Peak        | Spacewatch          | —         | MPC                           |
| 412438     | 2014 FB25  | 29 fev 2000 | Socorro          | LINEAR              | —         | MPC                           |
| 412439     | 2014 FT34  | 24 set 2008 | Mount Lemmon     | Mount Lemmon Survey | —         | MPC                           |
| 412440     | 2014 FM35  | 11 jun 2005 | Kitt Peak        | Spacewatch          | —         | MPC                           |
| 412441     | 2014 FF37  | 18 mar 2009 | Kitt Peak        | Spacewatch          | —         | MPC                           |
| 412442     | 2014 FU40  | 11 abr 2007 | Kitt Peak        | Spacewatch          | —         | MPC                           |
| 412443     | 2014 FV46  | 18 out 2007 | Kitt Peak        | Spacewatch          | —         | MPC                           |
| 412444     | 2014 FU49  | 22 jul 1995 | Kitt Peak        | Spacewatch          | —         | MPC                           |
| 412445     | 2014 FG56  | 31 ago 2005 | Kitt Peak        | Spacewatch          | —         | MPC                           |
| 412446     | 2014 FQ62  | 11 abr 2003 | Kitt Peak        | Spacewatch          | —         | MPC                           |
| 412447     | 2014 GO4   | 20 abr 2009 | Mount Lemmon     | Mount Lemmon Survey | —         | MPC                           |
| 412448     | 2014 GY4   | 10 abr 2010 | Kitt Peak        | Spacewatch          | —         | MPC                           |
| 412449     | 2014 GH5   | 30 set 2005 | Mount Lemmon     | Mount Lemmon Survey | —         | MPC                           |
| 412450     | 2014 GS14  | 27 fev 2003 | Campo Imperatore | CINEOS              | —         | MPC                           |
| 412451     | 2014 GG15  | 10 set 2007 | Kitt Peak        | Spacewatch          | —         | MPC                           |
| 412452     | 2014 GU31  | 11 mai 1996 | Kitt Peak        | Spacewatch          | —         | MPC                           |
| 412453     | 2014 GR36  | 7 out 2007  | Catalina         | CSS                 | —         | MPC                           |
| 412454     | 2014 GV36  | 15 jan 2004 | Kitt Peak        | Spacewatch          | —         | MPC                           |
| 412455     | 2014 GF39  | 16 abr 2005 | Kitt Peak        | Spacewatch          | —         | MPC                           |
| 412456     | 2014 GO39  | 30 abr 2003 | Socorro          | LINEAR              | —         | MPC                           |
| 412457     | 2014 GN42  | 4 set 2007  | Catalina         | CSS                 | —         | MPC                           |
| 412458     | 2014 GU46  | 5 abr 2003  | Kitt Peak        | Spacewatch          | —         | MPC                           |
| 412459     | 2014 GE48  | 17 dez 2001 | Socorro          | LINEAR              | —         | MPC                           |
| 412460     | 2014 HC1   | 19 mai 2010 | Kitt Peak        | Spacewatch          | —         | MPC                           |
| 412461     | 2014 HG1   | 21 jan 2010 | WISE             | WISE                | —         | MPC                           |
| 412462     | 2014 HD6   | 15 mar 2007 | Mount Lemmon     | Mount Lemmon Survey | —         | MPC                           |
| 412463     | 2014 HG6   | 11 set 2004 | Kitt Peak        | Spacewatch          | —         | MPC                           |
| 412464     | 2014 HH6   | 1 dez 2003  | Kitt Peak        | Spacewatch          | —         | MPC                           |
| 412465     | 2014 HR6   | 26 ago 2011 | Kitt Peak        | Spacewatch          | —         | MPC                           |
| 412466     | 2014 HX6   | 15 abr 2005 | Anderson Mesa    | LONEOS              | —         | MPC                           |
| 412467     | 2014 HU16  | 20 ago 1995 | Kitt Peak        | Spacewatch          | —         | MPC                           |
| 412468     | 2014 HR22  | 13 abr 2005 | Catalina         | CSS                 | —         | MPC                           |
| 412469     | 2014 HE25  | 7 abr 2005  | Kitt Peak        | Spacewatch          | —         | MPC                           |
| 412470     | 2014 HR25  | 20 abr 2010 | Kitt Peak        | Spacewatch          | —         | MPC                           |
| 412471     | 2014 HN33  | 10 nov 2005 | Mount Lemmon     | Mount Lemmon Survey | —         | MPC                           |
| 412472     | 2014 HE52  | 20 out 2006 | Mount Lemmon     | Mount Lemmon Survey | —         | MPC                           |
| 412473     | 2014 HC93  | 27 dez 2009 | Kitt Peak        | Spacewatch          | —         | MPC                           |
| 412474     | 2014 HN124 | 1 mar 2011  | Catalina         | CSS                 | Juno      | MPC                           |
| 412475     | 2014 HL130 | 24 mar 2006 | Kitt Peak        | Spacewatch          | —         | MPC                           |
| 412476     | 2014 HC133 | 9 nov 1999  | Kitt Peak        | Spacewatch          | —         | MPC                           |
| 412477     | 2014 HR147 | 6 set 2008  | Kitt Peak        | Spacewatch          | Vesta     | MPC                           |
| 412478     | 2014 HX157 | 7 set 2011  | Kitt Peak        | Spacewatch          | —         | MPC                           |
| 412479     | 2014 HX180 | 15 dez 2006 | Kitt Peak        | Spacewatch          | —         | MPC                           |
| 412480     | 2014 HP194 | 11 mar 2007 | Kitt Peak        | Spacewatch          | —         | MPC                           |
| 412481     | 2014 HQ194 | 30 abr 1997 | Socorro          | LINEAR              | —         | MPC                           |
| 412482     | 2014 HU194 | 10 mar 2008 | Catalina         | CSS                 | —         | MPC                           |
| 412483     | 2014 HK195 | 30 dez 2007 | Kitt Peak        | Spacewatch          | —         | MPC                           |
| 412484     | 2014 JP    | 18 dez 2004 | Mount Lemmon     | Mount Lemmon Survey | —         | MPC                           |
| 412485     | 2014 JW2   | 13 jan 2005 | Kitt Peak        | Spacewatch          | —         | MPC                           |
| 412486     | 2014 JL4   | 9 fev 2008  | Mount Lemmon     | Mount Lemmon Survey | —         | MPC                           |
| 412487     | 2014 JB6   | 15 mar 2007 | Mount Lemmon     | Mount Lemmon Survey | —         | MPC                           |
| 412488     | 2014 JE16  | 9 mar 2007  | Kitt Peak        | Spacewatch          | —         | MPC                           |
| 412489     | 2014 JV16  | 6 mar 2008  | Mount Lemmon     | Mount Lemmon Survey | —         | MPC                           |
| 412490     | 2014 JZ18  | 24 mar 2006 | Mount Lemmon     | Mount Lemmon Survey | —         | MPC                           |
| 412491     | 2014 JW19  | 5 jan 2006  | Kitt Peak        | Spacewatch          | —         | MPC                           |
| 412492     | 2014 JV20  | 7 dez 2005  | Kitt Peak        | Spacewatch          | —         | MPC                           |
| 412493     | 2014 JV26  | 16 jan 2005 | Kitt Peak        | Spacewatch          | —         | MPC                           |
| 412494     | 2014 JE33  | 3 mai 2010  | Kitt Peak        | Spacewatch          | —         | MPC                           |
| 412495     | 2014 JN60  | 27 ago 2006 | Kitt Peak        | Spacewatch          | —         | MPC                           |
| 412496     | 2014 JN70  | 12 mar 2003 | Kitt Peak        | Spacewatch          | —         | MPC                           |
| 412497     | 2014 JL77  | 1 set 2005  | Kitt Peak        | Spacewatch          | —         | MPC                           |
| 412498     | 2014 KJ7   | 22 set 2008 | Mount Lemmon     | Mount Lemmon Survey | —         | MPC                           |
| 412499     | 2014 KC26  | 27 nov 2006 | Mount Lemmon     | Mount Lemmon Survey | —         | MPC                           |
| 412500     | 2014 KR27  | 18 set 2003 | Kitt Peak        | Spacewatch          | —         | MPC                           |

## 412501–412600
| Designação | Designação | Descoberta  | Descoberta    | Descobridor(es)     | Categoria | Mais informações / Referência |
| Permanente | Provisória | Data        | Local         | Descobridor(es)     | Categoria | Mais informações / Referência |
| ---------- | ---------- | ----------- | ------------- | ------------------- | --------- | ----------------------------- |
| 412501     | 2014 KT27  | 11 set 2007 | Kitt Peak     | Spacewatch          | —         | MPC                           |
| 412502     | 2014 KY36  | 28 dez 2000 | Kitt Peak     | Spacewatch          | —         | MPC                           |
| 412503     | 2014 KT58  | 17 jan 2007 | Kitt Peak     | Spacewatch          | Brangane  | MPC                           |
| 412504     | 2014 KA84  | 24 set 2000 | Socorro       | LINEAR              | —         | MPC                           |
| 412505     | 2014 KM85  | 30 mai 2006 | Siding Spring | SSS                 | —         | MPC                           |
| 412506     | 2014 KJ86  | 28 jul 2009 | Catalina      | CSS                 | —         | MPC                           |
| 412507     | 2014 KV89  | 2 mai 2003  | Kitt Peak     | Spacewatch          | —         | MPC                           |
| 412508     | 2014 KN90  | 20 mai 2010 | WISE          | WISE                | —         | MPC                           |
| 412509     | 2014 LL9   | 19 ago 2001 | Socorro       | LINEAR              | —         | MPC                           |
| 412510     | 2014 LN11  | 26 mar 2009 | Mount Lemmon  | Mount Lemmon Survey | —         | MPC                           |
| 412511     | 2014 LO15  | 1 dez 2003  | Kitt Peak     | Spacewatch          | —         | MPC                           |
| 412512     | 2014 LY26  | 7 out 2004  | Anderson Mesa | LONEOS              | —         | MPC                           |
| 412513     | 2014 MY2   | 10 abr 2010 | Kitt Peak     | Spacewatch          | —         | MPC                           |
| 412514     | 2014 MJ4   | 19 nov 2007 | Mount Lemmon  | Mount Lemmon Survey | —         | MPC                           |
| 412515     | 2014 MM5   | 10 dez 2004 | Socorro       | LINEAR              | —         | MPC                           |
| 412516     | 2014 MM14  | 4 set 2008  | Kitt Peak     | Spacewatch          | —         | MPC                           |
| 412517     | 2014 MS16  | 19 dez 1995 | Kitt Peak     | Spacewatch          | Mitidika  | MPC                           |
| 412518     | 2014 MD17  | 8 abr 2003  | Kitt Peak     | Spacewatch          | —         | MPC                           |
| 412519     | 2014 MN20  | 28 fev 2009 | Kitt Peak     | Spacewatch          | —         | MPC                           |
| 412520     | 2014 MW20  | 25 dez 2005 | Kitt Peak     | Spacewatch          | —         | MPC                           |
| 412521     | 2014 ML22  | 15 set 2004 | Anderson Mesa | LONEOS              | —         | MPC                           |
| 412522     | 2014 ME34  | 24 set 2008 | Kitt Peak     | Spacewatch          | —         | MPC                           |
| 412523     | 2014 MO34  | 27 mai 2000 | Socorro       | LINEAR              | —         | MPC                           |
| 412524     | 2014 MY36  | 23 out 2003 | Kitt Peak     | Spacewatch          | —         | MPC                           |
| 412525     | 2014 MH37  | 25 mai 2010 | WISE          | WISE                | —         | MPC                           |
| 412526     | 2014 MT37  | 21 out 2003 | Kitt Peak     | Spacewatch          | —         | MPC                           |
| 412527     | 2014 MW37  | 20 abr 2009 | Mount Lemmon  | Mount Lemmon Survey | —         | MPC                           |
| 412528     | 2014 MX37  | 30 abr 2003 | Kitt Peak     | Spacewatch          | —         | MPC                           |
| 412529     | 2014 MY37  | 13 set 2004 | Kitt Peak     | Spacewatch          | —         | MPC                           |
| 412530     | 2014 MN38  | 9 ago 2007  | Kitt Peak     | Spacewatch          | —         | MPC                           |
| 412531     | 2014 MS39  | 13 mar 2010 | Mount Lemmon  | Mount Lemmon Survey | —         | MPC                           |
| 412532     | 2014 MS42  | 24 nov 1995 | Kitt Peak     | Spacewatch          | —         | MPC                           |
| 412533     | 2014 MH43  | 18 set 2003 | Kitt Peak     | Spacewatch          | —         | MPC                           |
| 412534     | 2014 MN43  | 7 out 2004  | Kitt Peak     | Spacewatch          | —         | MPC                           |
| 412535     | 2014 MR43  | 24 fev 2009 | Catalina      | CSS                 | —         | MPC                           |
| 412536     | 2014 MF46  | 15 nov 2006 | Mount Lemmon  | Mount Lemmon Survey | —         | MPC                           |
| 412537     | 2014 MR49  | 16 out 2006 | Kitt Peak     | Spacewatch          | —         | MPC                           |
| 412538     | 2014 MN51  | 25 fev 2006 | Mount Lemmon  | Mount Lemmon Survey | —         | MPC                           |
| 412539     | 2014 MQ52  | 25 out 2008 | Mount Lemmon  | Mount Lemmon Survey | —         | MPC                           |
| 412540     | 2014 MM53  | 23 fev 2007 | Kitt Peak     | Spacewatch          | —         | MPC                           |
| 412541     | 2014 MV62  | 2 dez 2005  | Kitt Peak     | Spacewatch          | —         | MPC                           |
| 412542     | 2014 MY62  | 7 fev 1995  | Kitt Peak     | Spacewatch          | —         | MPC                           |
| 412543     | 2014 MJ64  | 21 out 2006 | Catalina      | CSS                 | —         | MPC                           |
| 412544     | 2014 MK65  | 15 set 2009 | Kitt Peak     | Spacewatch          | —         | MPC                           |
| 412545     | 2014 NW    | 11 set 2004 | Kitt Peak     | Spacewatch          | —         | MPC                           |
| 412546     | 2014 NP1   | 23 ago 2007 | Kitt Peak     | Spacewatch          | —         | MPC                           |
| 412547     | 2014 NW12  | 19 nov 2008 | Kitt Peak     | Spacewatch          | —         | MPC                           |
| 412548     | 2014 NF20  | 24 abr 2001 | Kitt Peak     | Spacewatch          | —         | MPC                           |
| 412549     | 2014 ND24  | 4 out 2004  | Kitt Peak     | Spacewatch          | —         | MPC                           |
| 412550     | 2014 NL25  | 21 abr 1998 | Socorro       | LINEAR              | —         | MPC                           |
| 412551     | 2014 NG29  | 9 jan 2006  | Kitt Peak     | Spacewatch          | —         | MPC                           |
| 412552     | 2014 NT30  | 31 mar 2009 | Mount Lemmon  | Mount Lemmon Survey | —         | MPC                           |
| 412553     | 2014 NP33  | 13 set 2007 | Mount Lemmon  | Mount Lemmon Survey | —         | MPC                           |
| 412554     | 2014 NZ37  | 5 fev 2006  | Mount Lemmon  | Mount Lemmon Survey | Flora     | MPC                           |
| 412555     | 2014 NA40  | 18 mai 2004 | Socorro       | LINEAR              | —         | MPC                           |
| 412556     | 2014 NC44  | 13 jan 2010 | WISE          | WISE                | —         | MPC                           |
| 412557     | 2014 NH44  | 15 dez 2004 | Kitt Peak     | Spacewatch          | —         | MPC                           |
| 412558     | 2014 NH45  | 18 set 2009 | Catalina      | CSS                 | —         | MPC                           |
| 412559     | 2014 NQ51  | 21 dez 2008 | Mount Lemmon  | Mount Lemmon Survey | —         | MPC                           |
| 412560     | 2014 NP54  | 4 nov 2004  | Kitt Peak     | Spacewatch          | Brangane  | MPC                           |
| 412561     | 2014 NS54  | 7 nov 2008  | Mount Lemmon  | Mount Lemmon Survey | —         | MPC                           |
| 412562     | 2014 NH55  | 5 nov 2007  | Mount Lemmon  | Mount Lemmon Survey | —         | MPC                           |
| 412563     | 2014 NH56  | 18 jan 2008 | Mount Lemmon  | Mount Lemmon Survey | —         | MPC                           |
| 412564     | 2014 NX58  | 11 jan 2008 | Kitt Peak     | Spacewatch          | Phocaea   | MPC                           |
| 412565     | 2014 NY58  | 7 jan 2006  | Kitt Peak     | Spacewatch          | —         | MPC                           |
| 412566     | 2014 NE59  | 22 abr 2007 | Kitt Peak     | Spacewatch          | —         | MPC                           |
| 412567     | 2014 NM59  | 22 ago 2003 | Socorro       | LINEAR              | —         | MPC                           |
| 412568     | 2014 NU59  | 10 out 2007 | Catalina      | CSS                 | —         | MPC                           |
| 412569     | 2014 NX59  | 31 jan 2009 | Mount Lemmon  | Mount Lemmon Survey | —         | MPC                           |
| 412570     | 2014 NQ60  | 20 jan 2010 | WISE          | WISE                | —         | MPC                           |
| 412571     | 2014 NJ62  | 7 jan 2006  | Mount Lemmon  | Mount Lemmon Survey | —         | MPC                           |
| 412572     | 2014 OD2   | 16 dez 2004 | Kitt Peak     | Spacewatch          | —         | MPC                           |
| 412573     | 2014 OD3   | 23 out 2003 | Anderson Mesa | LONEOS              | —         | MPC                           |
| 412574     | 2014 OE3   | 8 fev 2002  | Kitt Peak     | Spacewatch          | —         | MPC                           |
| 412575     | 2014 OK6   | 27 ago 2006 | Kitt Peak     | Spacewatch          | —         | MPC                           |
| 412576     | 2014 OD12  | 7 fev 2008  | Mount Lemmon  | Mount Lemmon Survey | —         | MPC                           |
| 412577     | 2014 OA15  | 9 set 2007  | Anderson Mesa | LONEOS              | —         | MPC                           |
| 412578     | 2014 OG20  | 28 dez 2005 | Kitt Peak     | Spacewatch          | —         | MPC                           |
| 412579     | 2014 OC21  | 12 set 2007 | Mount Lemmon  | Mount Lemmon Survey | Mitidika  | MPC                           |
| 412580     | 2014 OE29  | 30 out 2005 | Kitt Peak     | Spacewatch          | —         | MPC                           |
| 412581     | 2014 OF36  | 20 dez 2007 | Kitt Peak     | Spacewatch          | —         | MPC                           |
| 412582     | 2014 ON38  | 16 mar 2010 | Mount Lemmon  | Mount Lemmon Survey | —         | MPC                           |
| 412583     | 2014 OR39  | 3 set 2010  | Mount Lemmon  | Mount Lemmon Survey | —         | MPC                           |
| 412584     | 2014 OO42  | 31 jan 2006 | Kitt Peak     | Spacewatch          | —         | MPC                           |
| 412585     | 2014 OK46  | 19 fev 2009 | Mount Lemmon  | Mount Lemmon Survey | —         | MPC                           |
| 412586     | 2014 OV46  | 14 dez 2001 | Socorro       | LINEAR              | —         | MPC                           |
| 412587     | 2014 OU55  | 3 fev 2000  | Kitt Peak     | Spacewatch          | —         | MPC                           |
| 412588     | 2014 OL57  | 30 ago 2005 | Kitt Peak     | Spacewatch          | —         | MPC                           |
| 412589     | 2014 OE60  | 21 fev 2007 | Mount Lemmon  | Mount Lemmon Survey | —         | MPC                           |
| 412590     | 2014 OC64  | 1 fev 2005  | Kitt Peak     | Spacewatch          | —         | MPC                           |
| 412591     | 2014 OS64  | 23 mar 2006 | Kitt Peak     | Spacewatch          | —         | MPC                           |
| 412592     | 2014 OG65  | 13 nov 2006 | Kitt Peak     | Spacewatch          | —         | MPC                           |
| 412593     | 2014 OU65  | 27 jul 2001 | Anderson Mesa | LONEOS              | —         | MPC                           |
| 412594     | 2014 OH67  | 23 jan 2006 | Kitt Peak     | Spacewatch          | Brangane  | MPC                           |
| 412595     | 2014 OF68  | 15 out 2004 | Mount Lemmon  | Mount Lemmon Survey | —         | MPC                           |
| 412596     | 2014 OL68  | 19 nov 2006 | Kitt Peak     | Spacewatch          | —         | MPC                           |
| 412597     | 2014 OU69  | 10 out 2001 | Kitt Peak     | Spacewatch          | —         | MPC                           |
| 412598     | 2014 OW70  | 4 nov 2004  | Kitt Peak     | Spacewatch          | —         | MPC                           |
| 412599     | 2014 OY70  | 10 mai 2005 | Kitt Peak     | Spacewatch          | —         | MPC                           |
| 412600     | 2014 ON71  | 16 set 2009 | Kitt Peak     | Spacewatch          | —         | MPC                           |

## 412601–412700
| Designação | Designação | Descoberta  | Descoberta       | Descobridor(es)     | Categoria | Mais informações / Referência |
| Permanente | Provisória | Data        | Local            | Descobridor(es)     | Categoria | Mais informações / Referência |
| ---------- | ---------- | ----------- | ---------------- | ------------------- | --------- | ----------------------------- |
| 412601     | 2014 OX71  | 9 out 2004  | Kitt Peak        | Spacewatch          | —         | MPC                           |
| 412602     | 2014 OL72  | 4 mai 2005  | Kitt Peak        | Spacewatch          | —         | MPC                           |
| 412603     | 2014 OW76  | 3 mar 2006  | Mount Lemmon     | Mount Lemmon Survey | —         | MPC                           |
| 412604     | 2014 OT80  | 21 mai 2005 | Mount Lemmon     | Mount Lemmon Survey | —         | MPC                           |
| 412605     | 2014 OK89  | 1 dez 2003  | Kitt Peak        | Spacewatch          | —         | MPC                           |
| 412606     | 2014 OG90  | 7 jan 2006  | Kitt Peak        | Spacewatch          | —         | MPC                           |
| 412607     | 2014 OA93  | 29 jun 2005 | Kitt Peak        | Spacewatch          | —         | MPC                           |
| 412608     | 2014 OS94  | 24 jul 2010 | WISE             | WISE                | —         | MPC                           |
| 412609     | 2014 OH95  | 15 mar 2004 | Kitt Peak        | Spacewatch          | —         | MPC                           |
| 412610     | 2014 OO95  | 15 jan 2004 | Kitt Peak        | Spacewatch          | —         | MPC                           |
| 412611     | 2014 OG96  | 20 set 2003 | Kitt Peak        | Spacewatch          | —         | MPC                           |
| 412612     | 2014 OE99  | 27 fev 2001 | Kitt Peak        | Spacewatch          | —         | MPC                           |
| 412613     | 2014 OT99  | 26 abr 2001 | Kitt Peak        | Spacewatch          | —         | MPC                           |
| 412614     | 2014 OA100 | 20 ago 2003 | Campo Imperatore | CINEOS              | —         | MPC                           |
| 412615     | 2014 OH100 | 11 set 2004 | Kitt Peak        | Spacewatch          | —         | MPC                           |
| 412616     | 2014 OG101 | 25 fev 2010 | WISE             | WISE                | —         | MPC                           |
| 412617     | 2014 OP101 | 10 fev 2008 | Kitt Peak        | Spacewatch          | —         | MPC                           |
| 412618     | 2014 OA102 | 16 mar 2010 | Mount Lemmon     | Mount Lemmon Survey | —         | MPC                           |
| 412619     | 2014 OM103 | 26 jan 2006 | Kitt Peak        | Spacewatch          | —         | MPC                           |
| 412620     | 2014 OT103 | 18 set 2003 | Kitt Peak        | Spacewatch          | —         | MPC                           |
| 412621     | 2014 OW103 | 2 jul 2008  | Kitt Peak        | Spacewatch          | —         | MPC                           |
| 412622     | 2014 OY103 | 31 jan 2006 | Kitt Peak        | Spacewatch          | —         | MPC                           |
| 412623     | 2014 OT109 | 27 jun 2010 | WISE             | WISE                | —         | MPC                           |
| 412624     | 2014 OX110 | 14 mar 2007 | Kitt Peak        | Spacewatch          | —         | MPC                           |
| 412625     | 2014 OS111 | 25 mar 2003 | Anderson Mesa    | LONEOS              | —         | MPC                           |
| 412626     | 2014 OZ119 | 21 dez 2003 | Kitt Peak        | Spacewatch          | —         | MPC                           |
| 412627     | 2014 OS130 | 9 nov 1999  | Kitt Peak        | Spacewatch          | Mitidika  | MPC                           |
| 412628     | 2014 OQ136 | 11 mar 2008 | Mount Lemmon     | Mount Lemmon Survey | —         | MPC                           |
| 412629     | 2014 OO152 | 11 fev 2004 | Kitt Peak        | Spacewatch          | —         | MPC                           |
| 412630     | 2014 OY167 | 19 dez 2007 | Mount Lemmon     | Mount Lemmon Survey | —         | MPC                           |
| 412631     | 2014 OG169 | 14 nov 2006 | Kitt Peak        | Spacewatch          | —         | MPC                           |
| 412632     | 2014 OO169 | 16 jan 2004 | Catalina         | CSS                 | Meliboea  | MPC                           |
| 412633     | 2014 OW169 | 25 dez 2010 | Kitt Peak        | Spacewatch          | —         | MPC                           |
| 412634     | 2014 OU171 | 29 jul 2010 | WISE             | WISE                | —         | MPC                           |
| 412635     | 2014 OU174 | 23 out 2006 | Catalina         | CSS                 | —         | MPC                           |
| 412636     | 2014 OB175 | 26 set 2006 | Kitt Peak        | Spacewatch          | —         | MPC                           |
| 412637     | 2014 OA180 | 23 dez 2003 | Socorro          | LINEAR              | —         | MPC                           |
| 412638     | 2014 OL180 | 5 abr 2005  | Mount Lemmon     | Mount Lemmon Survey | —         | MPC                           |
| 412639     | 2014 OL181 | 20 mar 2007 | Mount Lemmon     | Mount Lemmon Survey | —         | MPC                           |
| 412640     | 2014 OY184 | 6 dez 2005  | Kitt Peak        | Spacewatch          | —         | MPC                           |
| 412641     | 2014 OH185 | 14 dez 2004 | Catalina         | CSS                 | —         | MPC                           |
| 412642     | 2014 OJ185 | 19 jan 2005 | Kitt Peak        | Spacewatch          | —         | MPC                           |
| 412643     | 2014 OH186 | 14 abr 2007 | Catalina         | CSS                 | —         | MPC                           |
| 412644     | 2014 OY186 | 21 abr 2009 | Mount Lemmon     | Mount Lemmon Survey | —         | MPC                           |
| 412645     | 2014 OV187 | 1 fev 2006  | Kitt Peak        | Spacewatch          | —         | MPC                           |
| 412646     | 2014 OC188 | 19 set 2003 | Kitt Peak        | Spacewatch          | —         | MPC                           |
| 412647     | 2014 OL188 | 15 dez 2004 | Kitt Peak        | Spacewatch          | —         | MPC                           |
| 412648     | 2014 OC189 | 12 mar 2007 | Kitt Peak        | Spacewatch          | Brangane  | MPC                           |
| 412649     | 2014 OE189 | 28 set 2003 | Kitt Peak        | Spacewatch          | —         | MPC                           |
| 412650     | 2014 OQ189 | 20 out 1995 | Kitt Peak        | Spacewatch          | Mitidika  | MPC                           |
| 412651     | 2014 OW190 | 1 out 2005  | Kitt Peak        | Spacewatch          | —         | MPC                           |
| 412652     | 2014 OH191 | 30 mai 2006 | Mount Lemmon     | Mount Lemmon Survey | —         | MPC                           |
| 412653     | 2014 OK191 | 20 set 2001 | Socorro          | LINEAR              | —         | MPC                           |
| 412654     | 2014 OO192 | 20 fev 2006 | Kitt Peak        | Spacewatch          | —         | MPC                           |
| 412655     | 2014 OP192 | 1 out 2009  | Mount Lemmon     | Mount Lemmon Survey | —         | MPC                           |
| 412656     | 2014 OU192 | 23 out 2003 | Kitt Peak        | Spacewatch          | —         | MPC                           |
| 412657     | 2014 OC193 | 29 jul 2008 | Kitt Peak        | Spacewatch          | —         | MPC                           |
| 412658     | 2014 OH193 | 14 mar 2005 | Mount Lemmon     | Mount Lemmon Survey | —         | MPC                           |
| 412659     | 2014 OD194 | 16 dez 2007 | Kitt Peak        | Spacewatch          | Mitidika  | MPC                           |
| 412660     | 2014 OU194 | 31 mar 2008 | Mount Lemmon     | Mount Lemmon Survey | —         | MPC                           |
| 412661     | 2014 OA195 | 10 out 2004 | Kitt Peak        | Spacewatch          | —         | MPC                           |
| 412662     | 2014 OC195 | 10 ago 2004 | Socorro          | LINEAR              | —         | MPC                           |
| 412663     | 2014 OP195 | 16 set 2003 | Kitt Peak        | Spacewatch          | Mitidika  | MPC                           |
| 412664     | 2014 OH196 | 3 fev 2009  | Mount Lemmon     | Mount Lemmon Survey | —         | MPC                           |
| 412665     | 2014 OQ196 | 16 ago 2009 | Kitt Peak        | Spacewatch          | —         | MPC                           |
| 412666     | 2014 OT196 | 4 set 2000  | Kitt Peak        | Spacewatch          | —         | MPC                           |
| 412667     | 2014 OY196 | 8 mar 2005  | Mount Lemmon     | Mount Lemmon Survey | —         | MPC                           |
| 412668     | 2014 OK197 | 13 fev 2010 | WISE             | WISE                | —         | MPC                           |
| 412669     | 2014 OF198 | 26 fev 1995 | Kitt Peak        | Spacewatch          | —         | MPC                           |
| 412670     | 2014 OJ198 | 6 fev 1997  | Kitt Peak        | Spacewatch          | —         | MPC                           |
| 412671     | 2014 OM198 | 17 out 2003 | Kitt Peak        | Spacewatch          | —         | MPC                           |
| 412672     | 2014 OU200 | 24 dez 2005 | Kitt Peak        | Spacewatch          | —         | MPC                           |
| 412673     | 2014 OG202 | 15 dez 2006 | Mount Lemmon     | Mount Lemmon Survey | —         | MPC                           |
| 412674     | 2014 OW206 | 9 mai 2007  | Mount Lemmon     | Mount Lemmon Survey | —         | MPC                           |
| 412675     | 2014 OB207 | 24 set 2009 | Kitt Peak        | Spacewatch          | —         | MPC                           |
| 412676     | 2014 OW211 | 11 set 2007 | Mount Lemmon     | Mount Lemmon Survey | —         | MPC                           |
| 412677     | 2014 OM214 | 7 jul 2003  | Kitt Peak        | Spacewatch          | —         | MPC                           |
| 412678     | 2014 OX216 | 8 jan 2000  | Kitt Peak        | Spacewatch          | —         | MPC                           |
| 412679     | 2014 OO222 | 2 nov 2010  | Kitt Peak        | Spacewatch          | —         | MPC                           |
| 412680     | 2014 OL226 | 2 dez 2010  | Mount Lemmon     | Mount Lemmon Survey | Brangane  | MPC                           |
| 412681     | 2014 OB227 | 19 abr 2004 | Kitt Peak        | Spacewatch          | —         | MPC                           |
| 412682     | 2014 OY230 | 24 jul 1995 | Kitt Peak        | Spacewatch          | —         | MPC                           |
| 412683     | 2014 OK231 | 16 set 2003 | Kitt Peak        | Spacewatch          | —         | MPC                           |
| 412684     | 2014 OT231 | 6 nov 2009  | Catalina         | CSS                 | Brangane  | MPC                           |
| 412685     | 2014 OV232 | 24 abr 2007 | Mount Lemmon     | Mount Lemmon Survey | —         | MPC                           |
| 412686     | 2014 OP234 | 5 set 2010  | Mount Lemmon     | Mount Lemmon Survey | —         | MPC                           |
| 412687     | 2014 OW234 | 13 ago 2007 | XuYi             | PMO NEO             | —         | MPC                           |
| 412688     | 2014 OT240 | 13 set 2007 | Mount Lemmon     | Mount Lemmon Survey | —         | MPC                           |
| 412689     | 2014 OF251 | 30 ago 2003 | Kitt Peak        | Spacewatch          | —         | MPC                           |
| 412690     | 2014 OC256 | 6 out 2004  | Kitt Peak        | Spacewatch          | —         | MPC                           |
| 412691     | 2014 OU256 | 7 fev 2008  | Kitt Peak        | Spacewatch          | —         | MPC                           |
| 412692     | 2014 OF257 | 18 jul 2006 | Siding Spring    | SSS                 | —         | MPC                           |
| 412693     | 2014 OL258 | 15 mar 2004 | Kitt Peak        | Spacewatch          | —         | MPC                           |
| 412694     | 2014 OS258 | 19 dez 2003 | Kitt Peak        | Spacewatch          | Phocaea   | MPC                           |
| 412695     | 2014 OQ259 | 30 dez 2005 | Kitt Peak        | Spacewatch          | —         | MPC                           |
| 412696     | 2014 OF274 | 6 abr 2005  | Catalina         | CSS                 | —         | MPC                           |
| 412697     | 2014 OW276 | 31 ago 2003 | Kitt Peak        | Spacewatch          | —         | MPC                           |
| 412698     | 2014 OB277 | 20 jan 2002 | Kitt Peak        | Spacewatch          | —         | MPC                           |
| 412699     | 2014 OE277 | 10 out 1999 | Kitt Peak        | Spacewatch          | —         | MPC                           |
| 412700     | 2014 OL277 | 2 jul 2005  | Kitt Peak        | Spacewatch          | —         | MPC                           |

## 412701–412800
| Designação | Designação | Descoberta  | Descoberta    | Descobridor(es)     | Categoria | Mais informações / Referência |
| Permanente | Provisória | Data        | Local         | Descobridor(es)     | Categoria | Mais informações / Referência |
| ---------- | ---------- | ----------- | ------------- | ------------------- | --------- | ----------------------------- |
| 412701     | 2014 OH279 | 10 nov 2004 | Kitt Peak     | Spacewatch          | —         | MPC                           |
| 412702     | 2014 OD280 | 8 set 2004  | Socorro       | LINEAR              | —         | MPC                           |
| 412703     | 2014 OD286 | 26 abr 1993 | Kitt Peak     | Spacewatch          | —         | MPC                           |
| 412704     | 2014 OT292 | 10 dez 2006 | Kitt Peak     | Spacewatch          | Eos       | MPC                           |
| 412705     | 2014 OC293 | 2 fev 2006  | Kitt Peak     | Spacewatch          | —         | MPC                           |
| 412706     | 2014 OE294 | 25 fev 2006 | Kitt Peak     | Spacewatch          | —         | MPC                           |
| 412707     | 2014 OL294 | 28 set 2000 | Kitt Peak     | Spacewatch          | —         | MPC                           |
| 412708     | 2014 OV294 | 13 mar 2007 | Mount Lemmon  | Mount Lemmon Survey | —         | MPC                           |
| 412709     | 2014 OB295 | 20 out 2006 | Mount Lemmon  | Mount Lemmon Survey | —         | MPC                           |
| 412710     | 2014 OY295 | 26 mar 2010 | WISE          | WISE                | —         | MPC                           |
| 412711     | 2014 OF296 | 29 dez 2003 | Kitt Peak     | Spacewatch          | —         | MPC                           |
| 412712     | 2014 OJ297 | 7 mar 2008  | Kitt Peak     | Spacewatch          | —         | MPC                           |
| 412713     | 2014 OA298 | 7 set 2000  | Kitt Peak     | Spacewatch          | —         | MPC                           |
| 412714     | 2014 OH298 | 30 ago 2005 | Anderson Mesa | LONEOS              | —         | MPC                           |
| 412715     | 2014 OH299 | 18 nov 2007 | Mount Lemmon  | Mount Lemmon Survey | —         | MPC                           |
| 412716     | 2014 OP299 | 11 jul 2005 | Kitt Peak     | Spacewatch          | —         | MPC                           |
| 412717     | 2014 OA307 | 5 set 2007  | Catalina      | CSS                 | —         | MPC                           |
| 412718     | 2014 OM310 | 15 mar 2010 | Mount Lemmon  | Mount Lemmon Survey | —         | MPC                           |
| 412719     | 2014 OP316 | 17 set 2006 | Catalina      | CSS                 | —         | MPC                           |
| 412720     | 2014 OX316 | 10 abr 2013 | Mount Lemmon  | Mount Lemmon Survey | —         | MPC                           |
| 412721     | 2014 OP329 | 14 dez 2010 | Mount Lemmon  | Mount Lemmon Survey | —         | MPC                           |
| 412722     | 2014 OR333 | 9 mar 2007  | Catalina      | CSS                 | Eos       | MPC                           |
| 412723     | 2014 OX333 | 3 mar 2006  | Kitt Peak     | Spacewatch          | —         | MPC                           |
| 412724     | 2014 OM334 | 24 mar 2006 | Mount Lemmon  | Mount Lemmon Survey | —         | MPC                           |
| 412725     | 2014 OT339 | 22 dez 2003 | Kitt Peak     | Spacewatch          | —         | MPC                           |
| 412726     | 2014 OO341 | 4 set 2000  | Kitt Peak     | Spacewatch          | —         | MPC                           |
| 412727     | 2014 OX343 | 16 jan 2011 | Mount Lemmon  | Mount Lemmon Survey | —         | MPC                           |
| 412728     | 2014 OA344 | 20 dez 2004 | Mount Lemmon  | Mount Lemmon Survey | —         | MPC                           |
| 412729     | 2014 OG344 | 19 jan 2010 | WISE          | WISE                | —         | MPC                           |
| 412730     | 2014 OR346 | 23 out 2006 | Kitt Peak     | Spacewatch          | —         | MPC                           |
| 412731     | 2014 OV346 | 18 jan 1998 | Kitt Peak     | Spacewatch          | —         | MPC                           |
| 412732     | 2014 OT347 | 10 mar 2005 | Mount Lemmon  | Mount Lemmon Survey | —         | MPC                           |
| 412733     | 2014 OY349 | 19 fev 2009 | Kitt Peak     | Spacewatch          | —         | MPC                           |
| 412734     | 2014 OF353 | 31 jan 2008 | Mount Lemmon  | Mount Lemmon Survey | —         | MPC                           |
| 412735     | 2014 OD355 | 1 out 2003  | Kitt Peak     | Spacewatch          | —         | MPC                           |
| 412736     | 2014 OV355 | 29 ago 2006 | Kitt Peak     | Spacewatch          | Phocaea   | MPC                           |
| 412737     | 2014 OP358 | 12 jul 2005 | Mount Lemmon  | Mount Lemmon Survey | —         | MPC                           |
| 412738     | 2014 OA359 | 15 set 2006 | Kitt Peak     | Spacewatch          | —         | MPC                           |
| 412739     | 2014 OS359 | 17 mar 2004 | Kitt Peak     | Spacewatch          | —         | MPC                           |
| 412740     | 2014 OY359 | 4 fev 2009  | Mount Lemmon  | Mount Lemmon Survey | —         | MPC                           |
| 412741     | 2014 OE360 | 21 jan 2010 | WISE          | WISE                | —         | MPC                           |
| 412742     | 2014 OK360 | 8 out 2010  | Kitt Peak     | Spacewatch          | —         | MPC                           |
| 412743     | 2014 OV360 | 29 ago 2009 | Kitt Peak     | Spacewatch          | —         | MPC                           |
| 412744     | 2014 OD362 | 13 jan 2004 | Kitt Peak     | Spacewatch          | —         | MPC                           |
| 412745     | 2014 OX362 | 31 jan 2006 | Kitt Peak     | Spacewatch          | —         | MPC                           |
| 412746     | 2014 OO363 | 28 jan 2007 | Mount Lemmon  | Mount Lemmon Survey | —         | MPC                           |
| 412747     | 2014 OB367 | 14 mar 2007 | Kitt Peak     | Spacewatch          | —         | MPC                           |
| 412748     | 2014 OD367 | 22 fev 2009 | Mount Lemmon  | Mount Lemmon Survey | —         | MPC                           |
| 412749     | 2014 OV368 | 10 jan 2008 | Kitt Peak     | Spacewatch          | —         | MPC                           |
| 412750     | 2014 OV369 | 3 dez 2010  | Mount Lemmon  | Mount Lemmon Survey | —         | MPC                           |
| 412751     | 2014 OC370 | 22 nov 2005 | Kitt Peak     | Spacewatch          | —         | MPC                           |
| 412752     | 2014 OE370 | 19 nov 1996 | Kitt Peak     | Spacewatch          | —         | MPC                           |
| 412753     | 2014 OP374 | 7 jan 2006  | Kitt Peak     | Spacewatch          | Ursula    | MPC                           |
| 412754     | 2014 OF375 | 17 set 2006 | Catalina      | CSS                 | Phocaea   | MPC                           |
| 412755     | 2014 OA376 | 4 fev 2006  | Kitt Peak     | Spacewatch          | —         | MPC                           |
| 412756     | 2014 OE377 | 5 fev 1995  | Kitt Peak     | Spacewatch          | —         | MPC                           |
| 412757     | 2014 OW377 | 15 set 2007 | Kitt Peak     | Spacewatch          | —         | MPC                           |
| 412758     | 2014 OU378 | 7 set 2004  | Kitt Peak     | Spacewatch          | —         | MPC                           |
| 412759     | 2014 OJ380 | 8 jul 2010  | WISE          | WISE                | —         | MPC                           |
| 412760     | 2014 OX380 | 27 fev 2006 | Mount Lemmon  | Mount Lemmon Survey | —         | MPC                           |
| 412761     | 2014 OF381 | 16 ago 2009 | Kitt Peak     | Spacewatch          | —         | MPC                           |
| 412762     | 2014 OC382 | 22 out 2005 | Kitt Peak     | Spacewatch          | —         | MPC                           |
| 412763     | 2014 OK384 | 9 mar 2006  | Catalina      | CSS                 | —         | MPC                           |
| 412764     | 2014 OE385 | 19 fev 2012 | Kitt Peak     | Spacewatch          | Brangane  | MPC                           |
| 412765     | 2014 OP385 | 1 dez 2005  | Kitt Peak     | Spacewatch          | —         | MPC                           |
| 412766     | 2014 OD386 | 26 set 2008 | Kitt Peak     | Spacewatch          | —         | MPC                           |
| 412767     | 2014 OO386 | 10 nov 1999 | Kitt Peak     | Spacewatch          | —         | MPC                           |
| 412768     | 2014 OQ386 | 12 mar 2007 | Catalina      | CSS                 | Brangane  | MPC                           |
| 412769     | 2014 OS386 | 25 set 2009 | Catalina      | CSS                 | —         | MPC                           |
| 412770     | 2014 OB387 | 22 ago 2004 | Kitt Peak     | Spacewatch          | —         | MPC                           |
| 412771     | 2014 OC387 | 15 set 2004 | Kitt Peak     | Spacewatch          | —         | MPC                           |
| 412772     | 2014 OD387 | 31 ago 2005 | Kitt Peak     | Spacewatch          | —         | MPC                           |
| 412773     | 2014 ON387 | 28 jan 2006 | Kitt Peak     | Spacewatch          | —         | MPC                           |
| 412774     | 2014 OU388 | 4 mar 2005  | Mount Lemmon  | Mount Lemmon Survey | —         | MPC                           |
| 412775     | 2014 OP389 | 12 set 1994 | Kitt Peak     | Spacewatch          | —         | MPC                           |
| 412776     | 2014 OS390 | 7 out 1999  | Socorro       | LINEAR              | —         | MPC                           |
| 412777     | 2014 PY2   | 13 out 2007 | Catalina      | CSS                 | —         | MPC                           |
| 412778     | 2014 PB6   | 22 jun 2007 | Kitt Peak     | Spacewatch          | —         | MPC                           |
| 412779     | 2014 PS6   | 29 mar 2008 | Kitt Peak     | Spacewatch          | —         | MPC                           |
| 412780     | 2014 PL10  | 12 fev 2004 | Kitt Peak     | Spacewatch          | —         | MPC                           |
| 412781     | 2014 PS10  | 9 jan 2006  | Kitt Peak     | Spacewatch          | —         | MPC                           |
| 412782     | 2014 PZ11  | 27 mai 2008 | Kitt Peak     | Spacewatch          | —         | MPC                           |
| 412783     | 2014 PY12  | 1 out 1998  | Kitt Peak     | Spacewatch          | —         | MPC                           |
| 412784     | 2014 PX13  | 19 jan 2012 | Kitt Peak     | Spacewatch          | —         | MPC                           |
| 412785     | 2014 PQ15  | 30 out 2005 | Mount Lemmon  | Mount Lemmon Survey | —         | MPC                           |
| 412786     | 2014 PB17  | 22 fev 2007 | Kitt Peak     | Spacewatch          | Brangane  | MPC                           |
| 412787     | 2014 PE17  | 1 nov 2005  | Mount Lemmon  | Mount Lemmon Survey | —         | MPC                           |
| 412788     | 2014 PA19  | 26 mar 1993 | Kitt Peak     | Spacewatch          | —         | MPC                           |
| 412789     | 2014 PC19  | 1 jan 2008  | Mount Lemmon  | Mount Lemmon Survey | —         | MPC                           |
| 412790     | 2014 PZ20  | 24 fev 2006 | Kitt Peak     | Spacewatch          | —         | MPC                           |
| 412791     | 2014 PT21  | 14 set 2005 | Kitt Peak     | Spacewatch          | —         | MPC                           |
| 412792     | 2014 PU21  | 3 mai 2005  | Kitt Peak     | Spacewatch          | —         | MPC                           |
| 412793     | 2014 PW21  | 16 out 2006 | Catalina      | CSS                 | —         | MPC                           |
| 412794     | 2014 PN22  | 8 ago 2004  | Anderson Mesa | LONEOS              | —         | MPC                           |
| 412795     | 2014 PQ22  | 18 out 2003 | Kitt Peak     | Spacewatch          | —         | MPC                           |
| 412796     | 2014 PS22  | 1 set 2005  | Kitt Peak     | Spacewatch          | —         | MPC                           |
| 412797     | 2014 PZ22  | 10 abr 2005 | Kitt Peak     | Spacewatch          | —         | MPC                           |
| 412798     | 2014 PF23  | 2 out 2009  | Mount Lemmon  | Mount Lemmon Survey | —         | MPC                           |
| 412799     | 2014 PB25  | 18 set 2010 | Mount Lemmon  | Mount Lemmon Survey | —         | MPC                           |
| 412800     | 2014 PG25  | 26 set 2006 | Catalina      | CSS                 | —         | MPC                           |

## 412801–412900
| Designação | Designação | Descoberta  | Descoberta       | Descobridor(es)     | Categoria | Mais informações / Referência |
| Permanente | Provisória | Data        | Local            | Descobridor(es)     | Categoria | Mais informações / Referência |
| ---------- | ---------- | ----------- | ---------------- | ------------------- | --------- | ----------------------------- |
| 412801     | 2014 PK27  | 12 dez 1999 | Kitt Peak        | Spacewatch          | —         | MPC                           |
| 412802     | 2014 PH28  | 8 out 2004  | Kitt Peak        | Spacewatch          | —         | MPC                           |
| 412803     | 2014 PK28  | 22 set 2009 | Mount Lemmon     | Mount Lemmon Survey | —         | MPC                           |
| 412804     | 2014 PT28  | 1 out 2003  | Kitt Peak        | Spacewatch          | —         | MPC                           |
| 412805     | 2014 PG29  | 21 mar 2002 | Kitt Peak        | Spacewatch          | Mitidika  | MPC                           |
| 412806     | 2014 PH29  | 16 out 2009 | Catalina         | CSS                 | —         | MPC                           |
| 412807     | 2014 PC30  | 24 fev 2006 | Kitt Peak        | Spacewatch          | —         | MPC                           |
| 412808     | 2014 PJ32  | 28 dez 2005 | Kitt Peak        | Spacewatch          | —         | MPC                           |
| 412809     | 2014 PV32  | 2 fev 2008  | Kitt Peak        | Spacewatch          | —         | MPC                           |
| 412810     | 2014 PP34  | 14 set 2007 | Catalina         | CSS                 | —         | MPC                           |
| 412811     | 2014 PA35  | 26 fev 2008 | Mount Lemmon     | Mount Lemmon Survey | —         | MPC                           |
| 412812     | 2014 PL36  | 8 mar 2008  | Mount Lemmon     | Mount Lemmon Survey | —         | MPC                           |
| 412813     | 2014 PU36  | 19 set 2003 | Kitt Peak        | Spacewatch          | —         | MPC                           |
| 412814     | 2014 PN37  | 28 ago 2005 | Kitt Peak        | Spacewatch          | —         | MPC                           |
| 412815     | 2014 PT37  | 28 jan 2007 | Mount Lemmon     | Mount Lemmon Survey | —         | MPC                           |
| 412816     | 2014 PG38  | 26 abr 2007 | Mount Lemmon     | Mount Lemmon Survey | —         | MPC                           |
| 412817     | 2014 PO38  | 19 nov 2009 | Mount Lemmon     | Mount Lemmon Survey | —         | MPC                           |
| 412818     | 2014 PE39  | 17 fev 2004 | Kitt Peak        | Spacewatch          | —         | MPC                           |
| 412819     | 2014 PQ39  | 25 fev 2007 | Mount Lemmon     | Mount Lemmon Survey | —         | MPC                           |
| 412820     | 2014 PU39  | 28 jan 2006 | Mount Lemmon     | Mount Lemmon Survey | —         | MPC                           |
| 412821     | 2014 PV39  | 1 mai 2003  | Kitt Peak        | Spacewatch          | —         | MPC                           |
| 412822     | 2014 PP40  | 19 set 2003 | Kitt Peak        | Spacewatch          | —         | MPC                           |
| 412823     | 2014 PU40  | 21 out 2001 | Kitt Peak        | Spacewatch          | —         | MPC                           |
| 412824     | 2014 PF41  | 21 fev 2007 | Mount Lemmon     | Mount Lemmon Survey | —         | MPC                           |
| 412825     | 2014 PK41  | 11 out 2004 | Kitt Peak        | Spacewatch          | —         | MPC                           |
| 412826     | 2014 PF42  | 11 mar 2007 | Kitt Peak        | Spacewatch          | —         | MPC                           |
| 412827     | 2014 PK42  | 26 abr 2007 | Mount Lemmon     | Mount Lemmon Survey | —         | MPC                           |
| 412828     | 2014 PU44  | 27 jan 2006 | Kitt Peak        | Spacewatch          | —         | MPC                           |
| 412829     | 2014 PY44  | 31 dez 1999 | Kitt Peak        | Spacewatch          | —         | MPC                           |
| 412830     | 2014 PP45  | 4 jan 2003  | Kitt Peak        | Spacewatch          | —         | MPC                           |
| 412831     | 2014 PQ45  | 17 fev 2007 | Kitt Peak        | Spacewatch          | —         | MPC                           |
| 412832     | 2014 PB46  | 11 set 2004 | Kitt Peak        | Spacewatch          | —         | MPC                           |
| 412833     | 2014 PN46  | 12 set 1998 | Kitt Peak        | Spacewatch          | —         | MPC                           |
| 412834     | 2014 PQ46  | 25 dez 2005 | Kitt Peak        | Spacewatch          | Ursula    | MPC                           |
| 412835     | 2014 PP48  | 23 set 2009 | Kitt Peak        | Spacewatch          | —         | MPC                           |
| 412836     | 2014 PW48  | 11 abr 2005 | Mount Lemmon     | Mount Lemmon Survey | —         | MPC                           |
| 412837     | 2014 PP49  | 14 fev 2010 | Mount Lemmon     | Mount Lemmon Survey | —         | MPC                           |
| 412838     | 2014 PB50  | 24 ago 2007 | Kitt Peak        | Spacewatch          | —         | MPC                           |
| 412839     | 2014 PC50  | 16 set 2003 | Kitt Peak        | Spacewatch          | —         | MPC                           |
| 412840     | 2014 PF50  | 27 set 2009 | Mount Lemmon     | Mount Lemmon Survey | Brangane  | MPC                           |
| 412841     | 2014 PY50  | 24 dez 2005 | Kitt Peak        | Spacewatch          | —         | MPC                           |
| 412842     | 2014 PB52  | 9 fev 2005  | Mount Lemmon     | Mount Lemmon Survey | —         | MPC                           |
| 412843     | 2014 PM52  | 31 jan 2006 | Mount Lemmon     | Mount Lemmon Survey | —         | MPC                           |
| 412844     | 2014 PS52  | 29 ago 2005 | Kitt Peak        | Spacewatch          | —         | MPC                           |
| 412845     | 2014 PV52  | 12 set 2009 | Kitt Peak        | Spacewatch          | —         | MPC                           |
| 412846     | 2014 PF53  | 18 dez 2004 | Mount Lemmon     | Mount Lemmon Survey | —         | MPC                           |
| 412847     | 2014 PL53  | 10 mar 2007 | Mount Lemmon     | Mount Lemmon Survey | —         | MPC                           |
| 412848     | 2014 PR53  | 28 fev 2008 | Mount Lemmon     | Mount Lemmon Survey | —         | MPC                           |
| 412849     | 2014 PO54  | 17 set 1998 | Kitt Peak        | Spacewatch          | —         | MPC                           |
| 412850     | 2014 PL55  | 29 abr 2008 | Mount Lemmon     | Mount Lemmon Survey | —         | MPC                           |
| 412851     | 2014 PY55  | 1 out 2005  | Anderson Mesa    | LONEOS              | —         | MPC                           |
| 412852     | 2014 PL56  | 11 set 2007 | Mount Lemmon     | Mount Lemmon Survey | Flora     | MPC                           |
| 412853     | 2014 PQ56  | 20 set 2003 | Socorro          | LINEAR              | —         | MPC                           |
| 412854     | 2014 PT56  | 3 out 2003  | Kitt Peak        | Spacewatch          | —         | MPC                           |
| 412855     | 2014 PU56  | 6 jun 2002  | Socorro          | LINEAR              | —         | MPC                           |
| 412856     | 2014 PY57  | 16 fev 2009 | Kitt Peak        | Spacewatch          | —         | MPC                           |
| 412857     | 2014 PK62  | 1 out 2005  | Anderson Mesa    | LONEOS              | —         | MPC                           |
| 412858     | 2014 PD63  | 1 jan 2009  | Mount Lemmon     | Mount Lemmon Survey | —         | MPC                           |
| 412859     | 2014 PH64  | 19 set 2009 | Kitt Peak        | Spacewatch          | —         | MPC                           |
| 412860     | 2014 PX64  | 17 jun 2005 | Mount Lemmon     | Mount Lemmon Survey | —         | MPC                           |
| 412861     | 2014 PO67  | 4 fev 2009  | Kitt Peak        | Spacewatch          | —         | MPC                           |
| 412862     | 2014 PV69  | 16 set 2003 | Kitt Peak        | Spacewatch          | —         | MPC                           |
| 412863     | 2014 PH70  | 31 jan 2006 | Kitt Peak        | Spacewatch          | —         | MPC                           |
| 412864     | 2014 PJ70  | 16 set 2009 | Mount Lemmon     | Mount Lemmon Survey | —         | MPC                           |
| 412865     | 2014 QT    | 26 mar 2006 | Mount Lemmon     | Mount Lemmon Survey | —         | MPC                           |
| 412866     | 2014 QC1   | 7 ago 2004  | Campo Imperatore | CINEOS              | —         | MPC                           |
| 412867     | 2014 QF1   | 4 ago 2010  | Socorro          | LINEAR              | —         | MPC                           |
| 412868     | 2014 QO1   | 25 abr 2006 | Kitt Peak        | Spacewatch          | —         | MPC                           |
| 412869     | 2014 QP2   | 23 mar 2003 | Kitt Peak        | Spacewatch          | —         | MPC                           |
| 412870     | 2014 QL3   | 18 out 2003 | Kitt Peak        | Spacewatch          | —         | MPC                           |
| 412871     | 2014 QB10  | 13 mai 1996 | Kitt Peak        | Spacewatch          | —         | MPC                           |
| 412872     | 2014 QR15  | 3 nov 2005  | Kitt Peak        | Spacewatch          | Ursula    | MPC                           |
| 412873     | 2014 QV15  | 5 jul 2005  | Kitt Peak        | Spacewatch          | —         | MPC                           |
| 412874     | 2014 QK18  | 10 ago 2007 | Kitt Peak        | Spacewatch          | —         | MPC                           |
| 412875     | 2014 QL18  | 4 mai 2006  | Mount Lemmon     | Mount Lemmon Survey | —         | MPC                           |
| 412876     | 2014 QU18  | 2 nov 2007  | Mount Lemmon     | Mount Lemmon Survey | —         | MPC                           |
| 412877     | 2014 QE21  | 9 fev 2008  | Catalina         | CSS                 | —         | MPC                           |
| 412878     | 2014 QA24  | 17 set 2003 | Kitt Peak        | Spacewatch          | —         | MPC                           |
| 412879     | 2014 QG24  | 8 out 2008  | Mount Lemmon     | Mount Lemmon Survey | —         | MPC                           |
| 412880     | 2014 QB25  | 29 dez 2011 | Kitt Peak        | Spacewatch          | —         | MPC                           |
| 412881     | 2014 QD25  | 28 dez 2005 | Kitt Peak        | Spacewatch          | —         | MPC                           |
| 412882     | 2014 QZ25  | 15 abr 2008 | Mount Lemmon     | Mount Lemmon Survey | —         | MPC                           |
| 412883     | 2014 QH28  | 11 out 2010 | Mount Lemmon     | Mount Lemmon Survey | —         | MPC                           |
| 412884     | 2014 QE30  | 19 nov 2006 | Kitt Peak        | Spacewatch          | —         | MPC                           |
| 412885     | 2014 QF30  | 22 nov 2006 | Catalina         | CSS                 | —         | MPC                           |
| 412886     | 2014 QG33  | 15 jan 2004 | Kitt Peak        | Spacewatch          | —         | MPC                           |
| 412887     | 2014 QJ36  | 20 set 2001 | Socorro          | LINEAR              | —         | MPC                           |
| 412888     | 2014 QM37  | 29 out 2005 | Mount Lemmon     | Mount Lemmon Survey | —         | MPC                           |
| 412889     | 2014 QX39  | 28 dez 2005 | Kitt Peak        | Spacewatch          | Brangane  | MPC                           |
| 412890     | 2014 QT40  | 3 mai 2005  | Catalina         | CSS                 | —         | MPC                           |
| 412891     | 2014 QX49  | 29 set 2011 | Mount Lemmon     | Mount Lemmon Survey | —         | MPC                           |
| 412892     | 2014 QP52  | 30 set 2005 | Mount Lemmon     | Mount Lemmon Survey | —         | MPC                           |
| 412893     | 2014 QL54  | 22 set 2011 | Kitt Peak        | Spacewatch          | —         | MPC                           |
| 412894     | 2014 QW62  | 18 nov 2006 | Mount Lemmon     | Mount Lemmon Survey | —         | MPC                           |
| 412895     | 2014 QY64  | 2 set 2010  | Mount Lemmon     | Mount Lemmon Survey | —         | MPC                           |
| 412896     | 2014 QQ70  | 26 dez 2005 | Kitt Peak        | Spacewatch          | —         | MPC                           |
| 412897     | 2014 QE78  | 13 jan 2002 | Kitt Peak        | Spacewatch          | —         | MPC                           |
| 412898     | 2014 QW78  | 15 mar 2007 | Kitt Peak        | Spacewatch          | —         | MPC                           |
| 412899     | 2014 QW81  | 6 nov 2005  | Mount Lemmon     | Mount Lemmon Survey | —         | MPC                           |
| 412900     | 2014 QV95  | 2 out 2009  | Mount Lemmon     | Mount Lemmon Survey | —         | MPC                           |

## 412901–413000
| Designação | Designação | Descoberta  | Descoberta    | Descobridor(es)     | Categoria | Mais informações / Referência |
| Permanente | Provisória | Data        | Local         | Descobridor(es)     | Categoria | Mais informações / Referência |
| ---------- | ---------- | ----------- | ------------- | ------------------- | --------- | ----------------------------- |
| 412901     | 2014 QV97  | 16 set 2003 | Kitt Peak     | Spacewatch          | —         | MPC                           |
| 412902     | 2014 QX97  | 17 set 1996 | Kitt Peak     | Spacewatch          | —         | MPC                           |
| 412903     | 2014 QS98  | 16 out 2006 | Kitt Peak     | Spacewatch          | —         | MPC                           |
| 412904     | 2014 QK101 | 11 mar 2007 | Kitt Peak     | Spacewatch          | —         | MPC                           |
| 412905     | 2014 QH102 | 4 out 2006  | Mount Lemmon  | Mount Lemmon Survey | —         | MPC                           |
| 412906     | 2014 QG106 | 20 jan 2009 | Mount Lemmon  | Mount Lemmon Survey | —         | MPC                           |
| 412907     | 2014 QA112 | 17 out 2006 | Mount Lemmon  | Mount Lemmon Survey | —         | MPC                           |
| 412908     | 2014 QH118 | 28 dez 2005 | Kitt Peak     | Spacewatch          | —         | MPC                           |
| 412909     | 2014 QV120 | 20 out 1995 | Kitt Peak     | Spacewatch          | —         | MPC                           |
| 412910     | 2014 QE122 | 19 set 1995 | Kitt Peak     | Spacewatch          | —         | MPC                           |
| 412911     | 2014 QY130 | 5 abr 2005  | Mount Lemmon  | Mount Lemmon Survey | —         | MPC                           |
| 412912     | 2014 QY131 | 23 jan 2006 | Kitt Peak     | Spacewatch          | —         | MPC                           |
| 412913     | 2014 QA133 | 18 out 1995 | Kitt Peak     | Spacewatch          | —         | MPC                           |
| 412914     | 2014 QR136 | 27 mai 2003 | Kitt Peak     | Spacewatch          | —         | MPC                           |
| 412915     | 2014 QT137 | 17 fev 2007 | Kitt Peak     | Spacewatch          | —         | MPC                           |
| 412916     | 2014 QR138 | 16 dez 2007 | Mount Lemmon  | Mount Lemmon Survey | —         | MPC                           |
| 412917     | 2014 QS139 | 11 out 2004 | Kitt Peak     | Spacewatch          | —         | MPC                           |
| 412918     | 2014 QD140 | 8 out 2007  | Kitt Peak     | Spacewatch          | —         | MPC                           |
| 412919     | 2014 QK141 | 25 nov 2005 | Mount Lemmon  | Mount Lemmon Survey | —         | MPC                           |
| 412920     | 2014 QX144 | 10 mar 2005 | Mount Lemmon  | Mount Lemmon Survey | —         | MPC                           |
| 412921     | 2014 QK145 | 21 fev 2007 | Mount Lemmon  | Mount Lemmon Survey | —         | MPC                           |
| 412922     | 2014 QL149 | 2 mar 2006  | Kitt Peak     | Spacewatch          | —         | MPC                           |
| 412923     | 2014 QC150 | 8 out 2010  | Catalina      | CSS                 | —         | MPC                           |
| 412924     | 2014 QD150 | 1 fev 2003  | Kitt Peak     | Spacewatch          | —         | MPC                           |
| 412925     | 2014 QF152 | 13 mai 2004 | Kitt Peak     | Spacewatch          | —         | MPC                           |
| 412926     | 2014 QS152 | 5 set 2010  | Mount Lemmon  | Mount Lemmon Survey | —         | MPC                           |
| 412927     | 2014 QZ152 | 8 out 2004  | Anderson Mesa | LONEOS              | —         | MPC                           |
| 412928     | 2014 QY170 | 4 dez 2005  | Mount Lemmon  | Mount Lemmon Survey | —         | MPC                           |
| 412929     | 2014 QE172 | 11 out 2010 | Mount Lemmon  | Mount Lemmon Survey | —         | MPC                           |
| 412930     | 2014 QG172 | 25 nov 2005 | Mount Lemmon  | Mount Lemmon Survey | —         | MPC                           |
| 412931     | 2014 QX175 | 16 set 2003 | Kitt Peak     | Spacewatch          | —         | MPC                           |
| 412932     | 2014 QS179 | 9 nov 1993  | Kitt Peak     | Spacewatch          | —         | MPC                           |
| 412933     | 2014 QT179 | 16 nov 2006 | Mount Lemmon  | Mount Lemmon Survey | —         | MPC                           |
| 412934     | 2014 QC180 | 12 nov 2010 | Kitt Peak     | Spacewatch          | —         | MPC                           |
| 412935     | 2014 QH188 | 8 fev 2008  | Catalina      | CSS                 | —         | MPC                           |
| 412936     | 2014 QQ203 | 27 abr 2006 | Kitt Peak     | Spacewatch          | —         | MPC                           |
| 412937     | 2014 QD204 | 11 out 2004 | Kitt Peak     | Spacewatch          | —         | MPC                           |
| 412938     | 2014 QY207 | 21 nov 2006 | Mount Lemmon  | Mount Lemmon Survey | —         | MPC                           |
| 412939     | 2014 QY214 | 30 set 1999 | Kitt Peak     | Spacewatch          | —         | MPC                           |
| 412940     | 2014 QS216 | 21 nov 2009 | Catalina      | CSS                 | —         | MPC                           |
| 412941     | 2014 QY217 | 29 mar 2009 | Kitt Peak     | Spacewatch          | —         | MPC                           |
| 412942     | 2014 QQ224 | 18 set 2009 | Kitt Peak     | Spacewatch          | —         | MPC                           |
| 412943     | 2014 QR225 | 17 fev 2007 | Mount Lemmon  | Mount Lemmon Survey | —         | MPC                           |
| 412944     | 2014 QE227 | 7 jan 2006  | Kitt Peak     | Spacewatch          | —         | MPC                           |
| 412945     | 2014 QF227 | 16 set 2009 | Kitt Peak     | Spacewatch          | —         | MPC                           |
| 412946     | 2014 QX228 | 18 nov 2007 | Kitt Peak     | Spacewatch          | —         | MPC                           |
| 412947     | 2014 QV229 | 22 fev 2006 | Catalina      | CSS                 | —         | MPC                           |
| 412948     | 2014 QP230 | 30 dez 2005 | Catalina      | CSS                 | —         | MPC                           |
| 412949     | 2014 QG238 | 15 mar 2007 | Kitt Peak     | Spacewatch          | —         | MPC                           |
| 412950     | 2014 QP240 | 25 dez 2005 | Kitt Peak     | Spacewatch          | —         | MPC                           |
| 412951     | 2014 QB241 | 14 abr 2004 | Kitt Peak     | Spacewatch          | —         | MPC                           |
| 412952     | 2014 QP244 | 24 set 2008 | Mount Lemmon  | Mount Lemmon Survey | —         | MPC                           |
| 412953     | 2014 QR245 | 8 dez 2005  | Kitt Peak     | Spacewatch          | —         | MPC                           |
| 412954     | 2014 QH259 | 10 nov 2004 | Kitt Peak     | Spacewatch          | —         | MPC                           |
| 412955     | 2014 QF270 | 29 out 2010 | Mount Lemmon  | Mount Lemmon Survey | —         | MPC                           |
| 412956     | 2014 QU270 | 23 out 2004 | Kitt Peak     | Spacewatch          | —         | MPC                           |
| 412957     | 2014 QF271 | 20 out 2008 | Kitt Peak     | Spacewatch          | —         | MPC                           |
| 412958     | 2014 QN277 | 26 nov 2003 | Kitt Peak     | Spacewatch          | —         | MPC                           |
| 412959     | 2014 QD280 | 28 jan 2007 | Mount Lemmon  | Mount Lemmon Survey | —         | MPC                           |
| 412960     | 2014 QX283 | 24 set 2009 | Catalina      | CSS                 | —         | MPC                           |
| 412961     | 2014 QS290 | 23 ago 2004 | Anderson Mesa | LONEOS              | —         | MPC                           |
| 412962     | 2014 QO300 | 18 set 2006 | Kitt Peak     | Spacewatch          | —         | MPC                           |
| 412963     | 2014 QS300 | 27 jan 2010 | WISE          | WISE                | —         | MPC                           |
| 412964     | 2014 QW300 | 26 jan 2006 | Kitt Peak     | Spacewatch          | —         | MPC                           |
| 412965     | 2014 QX304 | 19 mar 2004 | Kitt Peak     | Spacewatch          | —         | MPC                           |
| 412966     | 2014 QU306 | 9 nov 2009  | Socorro       | LINEAR              | —         | MPC                           |
| 412967     | 2014 QA309 | 4 dez 2007  | Kitt Peak     | Spacewatch          | Mitidika  | MPC                           |
| 412968     | 2014 QG309 | 23 jan 2006 | Kitt Peak     | Spacewatch          | —         | MPC                           |
| 412969     | 2014 QU336 | 28 fev 2008 | Kitt Peak     | Spacewatch          | —         | MPC                           |
| 412970     | 2014 QV347 | 13 jun 2004 | Kitt Peak     | Spacewatch          | —         | MPC                           |
| 412971     | 2014 QJ351 | 1 mai 2009  | Kitt Peak     | Spacewatch          | —         | MPC                           |
| 412972     | 2014 QQ351 | 27 fev 2006 | Kitt Peak     | Spacewatch          | —         | MPC                           |
| 412973     | 2014 QN360 | 28 set 2000 | Socorro       | LINEAR              | —         | MPC                           |
| 412974     | 2237 P-L   | 24 set 1960 | Palomar       | PLS                 | —         | MPC                           |
| 412975     | 5055 T-2   | 25 set 1973 | Palomar       | PLS                 | —         | MPC                           |
| 412976     | 1987 WC    | 21 nov 1987 | Palomar       | J. E. Mueller       | —         | MPC                           |
| 412977     | 1990 UO    | 22 out 1990 | Kitt Peak     | Spacewatch          | —         | MPC                           |
| 412978     | 1993 TB5   | 8 out 1993  | Kitt Peak     | Spacewatch          | —         | MPC                           |
| 412979     | 1995 BH14  | 31 jan 1995 | Kitt Peak     | Spacewatch          | —         | MPC                           |
| 412980     | 1995 SL80  | 26 set 1995 | Kitt Peak     | Spacewatch          | —         | MPC                           |
| 412981     | 1995 UE10  | 16 out 1995 | Kitt Peak     | Spacewatch          | Mitidika  | MPC                           |
| 412982     | 1995 UN52  | 16 out 1995 | Kitt Peak     | Spacewatch          | —         | MPC                           |
| 412983     | 1996 FO3   | 24 mar 1996 | Siding Spring | G. J. Garradd       | —         | MPC                           |
| 412984     | 1996 TJ32  | 9 out 1996  | Kitt Peak     | Spacewatch          | —         | MPC                           |
| 412985     | 1997 CT12  | 3 fev 1997  | Kitt Peak     | Spacewatch          | —         | MPC                           |
| 412986     | 1997 SC14  | 28 set 1997 | Kitt Peak     | Spacewatch          | —         | MPC                           |
| 412987     | 1997 WM29  | 30 nov 1997 | Kitt Peak     | Spacewatch          | —         | MPC                           |
| 412988     | 1998 AP1   | 1 jan 1998  | Kitt Peak     | Spacewatch          | —         | MPC                           |
| 412989     | 1998 HA11  | 17 abr 1998 | Kitt Peak     | Spacewatch          | —         | MPC                           |
| 412990     | 1998 HM31  | 23 abr 1998 | Kitt Peak     | Spacewatch          | —         | MPC                           |
| 412991     | 1998 TO24  | 14 out 1998 | Kitt Peak     | Spacewatch          | Pallas    | MPC                           |
| 412992     | 1998 VW40  | 14 nov 1998 | Kitt Peak     | Spacewatch          | —         | MPC                           |
| 412993     | 1998 VO48  | 15 nov 1998 | Kitt Peak     | Spacewatch          | —         | MPC                           |
| 412994     | 1999 GF56  | 9 abr 1999  | Kitt Peak     | Spacewatch          | —         | MPC                           |
| 412995     | 1999 LP28  | 14 jun 1999 | Socorro       | LINEAR              | —         | MPC                           |
| 412996     | 1999 ST16  | 29 set 1999 | Catalina      | CSS                 | —         | MPC                           |
| 412997     | 1999 TH43  | 3 out 1999  | Kitt Peak     | Spacewatch          | —         | MPC                           |
| 412998     | 1999 TM84  | 13 out 1999 | Kitt Peak     | Spacewatch          | —         | MPC                           |
| 412999     | 1999 TL129 | 6 out 1999  | Socorro       | LINEAR              | —         | MPC                           |
| 413000     | 1999 TW261 | 13 out 1999 | Socorro       | LINEAR              | —         | MPC                           |